# 保罗·麦卡特尼
占士·保羅·麥卡尼爵士，CH，MBE（1942年6月18日—），英國搖滾音樂家、創作歌手、多樂器演奏者以及作曲家，披頭四（1960年－1970年）及羽翼合唱团（1971年－1981年）樂隊隊員。《健力士世界紀錄大全》記載保羅·麥卡尼為流行音樂史上最成功的作曲家。
作為披頭四的成員，保羅·麥卡尼與約翰·藍儂、佐治·夏里遜和靈高·史達一起取得世界性的知名度，特別是他與藍儂形成了史上最成功而且影響力最深遠的創作組合列侬-麦卡特尼，兩人攜手寫出好些搖滾樂界最受歡迎的歌曲，例如《Hey Jude》、《Let It Be》等都經常被視為流行樂界的金曲；而《Helter Skelter》被認為是歷史上第一首重金屬音樂；《Yesterday》是史上被翻唱次數最多的一首歌曲，已知目前已經被2,200位以上的歌手翻唱過，並於美國的電視及電台播放多達七百萬次。麥卡特尼的事業在披頭四時期完結後依然順遂，他與首任妻子琳達·伊士曼和丹尼·萊恩組成羽翼合唱團，期間有30首歌打入英國或美國十大歌曲榜，包括《Maybe I'm Amazed》、《Live and Let Die》、《Pipes of Peace》以及與Stevie Wonder合唱的歌曲《Ebony and Ivory》。1977年的《Mull of Kintyre》甚至成為英國史上首支銷量達到二百萬張的單曲，至今仍然保持英國最高銷量（非慈善目的）單曲的記錄。
麥卡特尼的團體與獨唱生涯裏，已經創作了一共60張金唱片及50張冠軍單曲，唱片總銷量超過4億張，其中有四分之一來自英國本土。他的作品佔據英國銷量榜第一位有99個星期之多，24首奪冠單曲亦使他無愧地當上英國單曲榜之王；在美國方面，除了憑個人身份進入搖滾名人堂之外，權威的公告牌百強單曲榜同樣有32次把麥卡特尼或唱或作的歌曲推上第一名，美國唱片業協會確認在本國售出超過1,550萬張麥卡特尼的唱片專輯。這一系列驚人的數字使健力士世界紀錄於2009年把保羅·麥卡特尼列作「流行音樂歷史上最成功的音樂家與作曲家」，而BBC新聞網讀者也選出麥卡特尼為「二千禧年最偉大作曲家」。
音樂以外，保羅·麥卡特尼也參與過電影製作、嘗試繪畫，並極力支持一些國際慈善機構的計劃。他在生活中提倡維護動物權益、推廣素食主義、普及音樂教育，同時更熱烈地投身於對抗戰後地雷、捕殺海豹以及第三世界債務的社會運動之中。麥卡特尼還是一名標準足球迷，家鄉球隊利物浦和他都同樣支持。另一方面，其親自經營的音樂出版公司擁有超過3,000首歌曲的版權，包括傳奇人物巴迪·霍利畢生的作品及部份百老匯舞台劇如《紅男綠女》和《歌舞線上》的版權。他是英國國內最富有的人之一，2013年最新的報告估計其財產總值超過6.8億英鎊。

## 童年

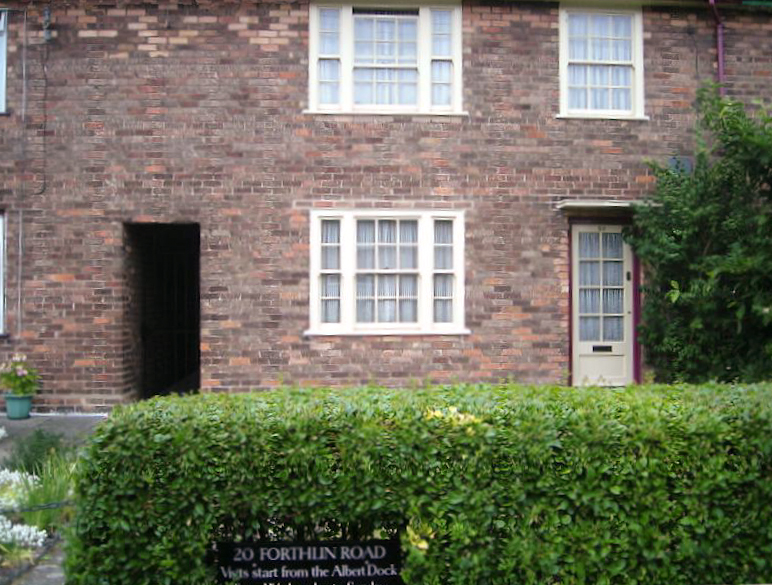
福斯林路20號現在每日都吸引了大量遊客參觀。

在1942年6月18日，保羅·麥卡特尼出生於英格蘭蘭開夏郡利物浦沃爾頓醫院，沃爾頓醫院也是他任職護士的母親瑪麗（Mary McCartney）曾經工作過的地方，服務單位是婦產科病房。兩年後他唯一的弟弟麥克·麥卡尼也在這兒出生。小麥卡尼雖然很早便在羅馬天主教會受洗，但卻被非宗派化基督教的方式撫養成人，這可能是由於他母親是個羅馬天主教徒，而父親吉姆（Jim McCartney）則信奉英國基督新教，使其逐漸成為一名不可知論者。
1947年，小麥卡尼開始上斯托克頓伍德路小學，其後轉到約瑟威廉斯學校。1953年，他與另外三位同學在校內有90人應試的適齡普考（11-plus exam）中取得及格，因而得以進入利物浦男子高中書院就讀。1954年，十二歲的保羅·麥卡尼在乘坐巴士往書院途中，認識了在斯皮克郊區上車的佐治·夏里遜。通過適齡普考意味麥卡尼和夏里遜都能夠升到市內的傳統文法学校，而不會像普通中學的學生一般，到符合法定年齡便投身工作。當時兩人作為文法學校的學生，在校園內最大的任務就是尋找其他新朋友。
1955年，麥卡尼一家搬到市內阿勒頓區福斯林路20號的英式小排屋生活。在這裡瑪麗經常騎著單車往返僱用她當助產士的人家，以致麥卡尼的童年回憶裡面，有關母親的畫面幾乎總是她在大雪紛飛之時，怱忙地騎著單車離家。1956年10月31日，長期抽煙的瑪麗在一次乳房切除手術後不幸離世，原本手術的目的是防止她的乳腺癌繼續擴散下去，但在手術過程中她因為血管栓塞而死亡。十四歲就喪母的痛苦經歷，於稍後時間卻把麥卡尼和約翰·連儂緊緊連繫起來，因為連儂的母親茱莉亞也於1958年交通意外去世，當時連儂亦年僅十七歲而已。
麥卡尼的父親吉姆於這時開始獨力照顧兩名兒子。他是一位小號和鋼琴樂手，並從1920年代起帶領著一支爵士樂隊演出，他對於兩名兒子長大以後都投身音樂事業，有著深厚的影響。父親吉姆在家中前廳放置了一枱購自布萊恩·愛普斯坦家族樂器用品店的直立式鋼琴，令麥卡尼可時常接觸到音樂。保羅的爺爺祖·麥卡尼（Joe McCartney）也是從事演奏E大調大號維生的，保羅就是來自這樣的一個音樂家庭。父親吉姆在收聽電台節目時會向兒子分析歌曲是由哪些不同的樂器奏出，也經常帶他們欣賞本地的銅管樂隊音樂會。
麥卡尼的父親曾經贈送少年時的保羅一支鍍銀的小號，嘗試培養他對小號的興趣，但意想不到流行一時的民歌爵士樂（Skiffle Music）改變了兒子的選擇，因此保羅後來把那支小號換了一支價值十五英鎊的飛魔士天頂17型鋼弦木結他。由於保羅·麥卡尼是天生的左撇子，所以很快便感到無法憑着不靈敏的右手去彈奏結他。困窘之下，他偶然看見一張史林懷特曼的演唱會海報，之後恍然大悟，原來懷特曼正透過剛剛相反的弦線方向，使用左手彈奏結他。麥卡尼立即依樣畫葫蘆，用天頂17型結他寫下了第一首歌曲《我失去了我的女友》。當麥卡尼與約翰·連儂一起創作時，他也會使用屬於父親的西班牙結他伴奏，後來他又學習鋼琴並以此寫下個人第二首歌曲《當我六十四歲》。在父親的建議之下保羅·麥卡尼亦曾經上過私人教授的音樂課程，但當他漸漸地愛上用「自己雙耳」去學習音樂之後，再也沒有心機去參與課堂。
由於少年時候醉心美式的節奏藍調音樂（R&B），這對保羅·麥卡尼的影響可謂根深蒂固。他不但在學校裏表示黑人節奏藍調歌手小理查德是他的偶像，甚至在巴特林斯度假營的才藝比賽活動中，第一次演唱的歌曲亦正是小理查德的《高高的莎莉》。

## 音樂生涯

### 1957－1960年
1957年7月6日，在高中同學兼好友艾雲·禾漢的介紹下，十五歲的保羅·麥卡尼在胡爾頓郊區聖彼得教堂的一場社區活動中，觀看了約翰·連儂及其樂隊「採石工人」的演出（禾漢也是不定期成員之一）。由於感覺一見如故，連儂在表演完結時邀請麥卡尼加入自己的樂隊，而麥卡尼在一日之後答應，從此便形成了連儂與麥卡尼之間長久的創作伙伴關係。兩人分工合作非常合拍，加上天賦靈感不絕，因此歌曲作品產量甚豐，有部份更是寫給披頭四以外的其他歌手獻唱。
1958年3月，麥卡尼推薦自己的同學佐治·夏里遜參與「採石工人」樂隊。雖然連儂一度認為他年紀太小（夏里遜比連儂小三歲），但經過麥卡尼的游說及親自聆聽夏里遜試演後，連儂終於同意讓夏里遜擔任主音吉他手。後來連儂在藝術學校的朋友斯圖斯特·塞特克里夫亦於1960年初加入，負責彈奏貝斯。
由1960年5月起，漸見雛形的樂隊希望使用新的名字，他們考慮過「尊尼和月犬」（Johnny and the Moondogs），亦曾經以「銀色甲蟲」（The Silver Beetles）之名前往蘇格蘭表演。到8月中，他們終於落實定名為「披頭四」，同時為了應付緊接下來的德國漢堡演出之旅，連忙在8月12日招募了彼得·貝斯為固定的專職鼓手。

### 1960－1970年：披頭四時代

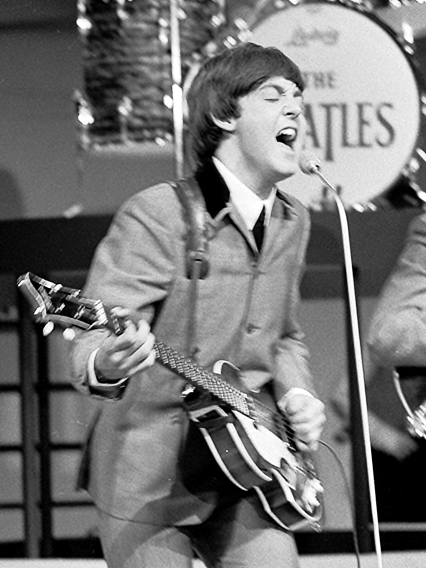
麥卡尼現場演唱（1964年）。

《比伯軍曹寂寞芳心俱樂部》的封面是「所有音乐专辑中最著名的封面」，披头四传记作家比尔·哈里写道。

1960年8月，在艾倫·威廉斯負責接洽下，披頭四開始了漢堡之旅。隨著數次轉換表演場地（都是當地的俱樂部），旅程也不斷地延長，也發生一些有趣的事情，例如麥卡尼在其中一次演出後被控縱火。總而言之，經歷數百場演出的鍛鍊，披頭四在整整兩年之後才回到家鄉，繼續在利物浦的「洞穴俱樂部」進行表演，而當時塞特克里夫亦已離開樂隊，只好由麥卡尼接替貝斯手的位置。
披頭四在漢堡的時候就進行了他們第一次正式的錄音，但他們並不是主角，而是在德國歌手東尼·舒利達的單曲《我的邦妮》充當伴奏樂隊。不過這張唱碟卻吸引到布萊恩·愛普斯坦的注意，愛普斯坦後來成為披頭四的經理人，為他們的發展和經營作出了鉅大的貢獻。1962年5月，愛普斯坦多次向EMI推薦披頭四，但在全盤碰釘後，終於與帕洛風唱片達成協議簽訂唱片合約。
此時披頭四的成員再次出現變動，靈高·史達取代彼得·貝斯擔任樂隊的鼓手。從此之後，披頭四於1963至1964年間迅速在英國和美國竄紅。1965年，他們四人已經取得世界性的知名度，更獲得英國皇室頒發的大英帝國員佐勳章。
1965年8月，披头四发布麦卡尼创作的单曲《昨日》，其中的弦乐四重奏創意十足，歌曲被收录在专辑《救命！》之中。这是乐队首次在录音中使用到古典音乐元素，也是披头四首支只由一位乐队成员完成的歌曲，後來《昨日》成为了流行音乐史上被翻唱次数最多的單曲。同年，在录制专辑《橡胶灵魂》的时候，麦卡尼开始动摇藍侬在乐队中的領導地位。音乐学家伊恩·麦克唐纳写道，「从1965年开始，麦卡尼不單止作为作曲家占据优势，而且在乐器演奏、编曲，音樂製作上，当然毫无疑问也包括在指挥方面，都有杰出的才能。」评论家认为《橡胶灵魂》專輯标志着乐队在音乐創作、歌词深度，和精細度方面有巨大飞跃。对于被认为是披头四所有歌曲中的闪光点与高峰的歌曲《在我的人生裏》，列侬和麦卡特尼都声称這是自己的作品。对于专辑，麦卡特尼说，「我们有过一段帅气讨人爱的时光，现在应该开始拓宽而变得更有深度了。」 录音工程师诺曼·史密斯认为《橡胶灵魂》专辑也体现了乐队分歧的增多：「约翰和保罗的冲突变得显然易見，而保罗更认为乔治做不好事情，保罗的要求非常苛刻。」
1966年，披头四发布专辑《左轮手枪》，當中有充满哲理的歌词，实验性的音效以及对于音乐风格的拓宽，编曲上从弦乐到迷幻音乐，专辑标志着披头四艺术上的巨大飞跃。单曲《平装书作家》是连续三首麦卡尼主打歌的第一首，它在专辑发行之後推出。披头四为歌曲《平装书作家》和《Rain》制作了宣传短片，它被夏理遜称为音樂影片先驅之一，于1966年6月在「埃德·沙利文秀」和「流行頂峰」節目上播出。《左轮手枪》中的歌曲还包括麦卡尼的《Eleanor Rigby》，音乐編排用上絃乐八重奏而大受讚許。根据古尔德的说法，歌曲是「新古典乐的绝技，是真正的混合曲，令人难以给曲子定一個风格。」除了少量的和声，歌曲中只有麦卡尼唱的主音和乔治·马丁的编曲。
披头四於1966年美国巡演后不再进行现场演出，同年年底，麦卡尼首次离開乐队为电影配乐，完成作品《家庭作風》。电影原声是麦卡尼和喬治‧马丁一起完成的，马丁将两首麦卡尼創作的主题曲写成13种变奏，专辑没有登上排行榜，但是麦卡尼憑着它获得了一项艾弗·诺韦洛奖。
披头四现场演出生涯结束后，麦卡尼察觉到乐队的变化并希望大家都保持创新動力，敦促他们做出新作品，这就成为了后来的《比伯軍曹寂寞芳心俱樂部》专辑，它被广泛地认为是第一张摇滚概念专辑。為了給乐队建立一个新的形象，帶出更好的实验效果，及表达他们在音乐上变得更成熟，麦卡尼创作了专辑的同名歌曲。正如麦卡尼所形容：「我们一直以来都是披头四，我们真的很讨厌那套锅盖头型的装束，我们不是男孩，而是成年人，我们认为披头四应该是艺术家而不只是表演者。」
从1966年开始，乐队在录製专辑时开始使用实验性风格。根据工程师吉奥夫·艾默里克：「当时披头四在音乐和录音方面都独斷独行，我们用了大量的磁带变调变速技术以及其他技术，包括压缩限制技术、飞行音效和自動雙軌道等音效。」在他们录制單曲《生命中的一天》的时候，運用到40人的交响乐團，马丁和麦卡尼轮流指揮完成了录製。而双主打单曲《永遠的草莓地》和《便士巷》于1966年12月录制，但是沒有收录在1967年6月推出的《比伯軍曹》专辑之內。麦卡尼的《她离开了家》是一首室內乐流行曲，麦克唐纳将它形容为「《比伯軍曹》專輯中最好的作品，是一首不可多得的流行歌曲。」专辑封面是由波普艺术家皮特·布雷克和珍·霍沃斯所设计的，披头士穿着「比伯軍曹寂寞芳心俱樂部」乐队的服装，與众多历史名人的拼圖站在一起。披头四所蓄的胡子，代表乐队逐渐形成的嬉皮士风格。古爾德寫道，「他们看似穿着英国军服的样子。」音乐学者大卫·斯科特·卡斯坦认为《比伯軍曹》是「摇滚音乐史上最重要也是影响最深远的一張专辑。」
爱普斯坦于1967年8月去世，令到身处高峰的披头四不知所措。麦卡尼有意带头迈出新的一步，于是他便逐渐取代了連侬，成为乐隊领导和商业上的管理人。他取得这個地位之后首要做的事，就是要拍摄电視电影《奇幻之旅》。这一计划，根据披头士历史研究学家马克·李维森，「由始至终都是一場噩梦。」影片主要由麦卡特尼執导，令到乐队首次在艺术创作方面受到批评。但影片的原聲专辑却大受歡迎，它在英国作为迷你專輯推出，在美国则加入了最近的五支单曲作为專輯推出。《奇幻之旅》是美國Capitol唱片公司發行的专辑，后来被收录在乐队的官方唱片集之中，它在美國本土的總銷量就达到六百万張，成為六倍白金的专辑。
1968年1月，蘋果公司为披头四拍摄了电影《黄色潜水艇》的预告片，而电影主要是根据麦卡尼1966年的同名歌曲而来。评论家一致对影片的音乐、视觉效果和幽默感表示高度赞扬，但是在电影上映后七个月发布的原声专辑却没有收到同樣效果。1968年后期，乐队成员关系日益惡化，在录制《披头四》专辑（也就是为人所熟識的「白色专辑」）的时候，这樣紧张的局面越加強烈。灌录《顺其自然》專輯时队員之间的不和更加严重，摄影师拍到了麦卡尼对乐队成员的一段谈话：「爱普斯坦去世后我们都十分消极，我们当初都对他的管教有些反抗之意，但到现在還这么做就是件傻事了。」
1969年3月，麦卡尼与琳達·伊士曼结為夫婦，同年8月，他們有了第一个孩子玛丽·麥卡特尼（起这个名字是為了纪念保罗已去世的母亲）。当乐队录制最后一张专辑《艾比路》的时候，马丁建议加入「一段连续的音乐」，并建议乐队考虑以交响曲的形式灌录。麦卡尼表示贊同，但連侬卻反对。最后两人妥协，連侬同意麦卡尼的提议，专辑第一面都是独立的歌曲，第二面會有一首特长的混合曲。
1970年4月10日，因為麦卡尼和乐队成员有严重的经济纠纷，麦卡尼宣布脱离乐队，正式解散日期将为该年的12月31日。麦卡尼的律师，即他的岳父李·伊士曼，在法律问题上與另外三人的经理人阿伦·克莱恩就版权和知识产权問題展开了斗争。最終于1975年1月9日在法律上宣布披头四的纠葛结束，但是乐队在一些和EMI、克莱恩等人零星的经济纠纷直到1989年才彻底解决。

### 1970－1981年：羽翼时期
1970年披头士解散后，麦卡尼发布了第一张个人专辑《麦卡尼》开始作個人發展，後來这专辑登上美国排行榜榜首。琳达在专辑中担任了几首歌曲的声部，但是大部分歌曲都是由麦卡尼一手包办的。1971年，麦卡尼录制第二张個人专辑《公羊》，由保罗、琳达与鼓手丹尼·斯威爾聯手合作，後來这张专辑成为英国冠军专辑，而在美国則进入前五名，《公羊》专辑中三人合作创作的单曲《艾伯特叔叔/哈爾西海軍上將》成为美国冠军单曲。同年，前忧郁布鲁斯乐队的吉他手丹尼·莱恩加入麦卡尼和斯威爾并组成羽翼合唱團。麦卡尼对此表示：「羽翼是我们做出的一个艰难的选择，任何乐队想要取得像披头四一樣的成就殊不容易，我当时就是处在那个位置。然而，当时我要不就放弃，要不就这样做，但我热爱音乐不想放弃。」 1971年9月，麦卡尼的女儿史黛拉出生，取名史黛拉是为了纪念琳达的两位名字都叫史黛拉的祖母。
后来吉他手亨利·麦卡洛加入乐队，1972年羽翼乐队的首次巡迴演唱便开始，而第一场演唱会的观众就是700名诺丁汉大学的学生。之後乐队又乘坐麵包车於英国各地大学举办了十场演唱會，这次巡演的日程并未對媒體公布，在此期间，乐队的作风低调，而主要收入都是学生所给与，而且在巡演中不會演唱披头四时期的歌曲。緊接下来的七個星期，乐队举行了25场欧洲演唱会，在此期间，乐队只演唱羽翼合唱团和麦卡尼個人的歌曲以及翻唱歌曲，包括小理查德的《高高的莎莉》，这也是巡迴演出唯一的一首披头四之前录製过的歌曲。麦卡尼不想举行大规模的巡演，演出場地都在较小的音乐厅举行，觀众人數不會超过3,000人。对于这两次后披头四时期巡演，麦卡尼表示：「我不想看到的就是我一上台，就面对着五排拿着筆記本的记者，盯着我说：好吧，他不行了，比不上以前了。这种折磨我受不了，于是我们决定去大学演出，这让我不會那么紧张。那次巡迴演唱结束后，我觉得我們應該幹点其他的了，于是我们举辦了欧洲巡演。」 
羽翼乐队的首支美国冠军单曲《我的愛》，收录在《紅玫瑰賽道》专辑中，发布於1973年3月。这张专辑是乐队的第二张专辑，後來打上美国排行榜第一位，於英国排行榜則打進前五名。保罗、琳达與前披头四制作人喬治·马丁合作完成了單曲《你死我活》，这首單曲成为了詹姆斯·邦德系列电影《鐵金剛勇破黑魔黨》的主题曲。《你死我活》获得奥斯卡一項提名，於美国排行榜上到亚军位置，英国排行榜則去到第九位，製作人乔治·马丁更凭此曲获得一項葛莱美奖。音乐教授兼作家文森特·貝尼特斯將歌曲评价为「交响艺术摇滚的上佳之作。」
麦卡洛和斯威爾于1973年离队之后，麦卡尼夫妇与莱恩录制了专辑《逃走的樂隊》。这张专辑於英美两地皆達到白金专辑銷量，之后乐队又拥有了数张白金专辑。這張专辑於英美两地都去到冠軍位置，它不仅是乐队首张在两国排行榜登顶的专辑，而且也成为了首张三度登上告示牌排行榜榜首的专辑。这也是70年代销量最高的专辑之一，於英国销量榜上停留達124週。《滚石》杂志將此专辑评为1974年年度专辑，翌年於葛莱美颁奖典礼上，专辑获颁贈最佳现代/流行专辑与最佳製作奖。1974年4月，羽翼乐队獲得第二首美国冠军单曲，就是专辑的同名單曲《逃走的樂隊》。专辑也包括了两首排行榜前十名的歌曲《噴射機》和《海倫的旅程》，它在滾石雜誌五百大專輯名单上位列418位。

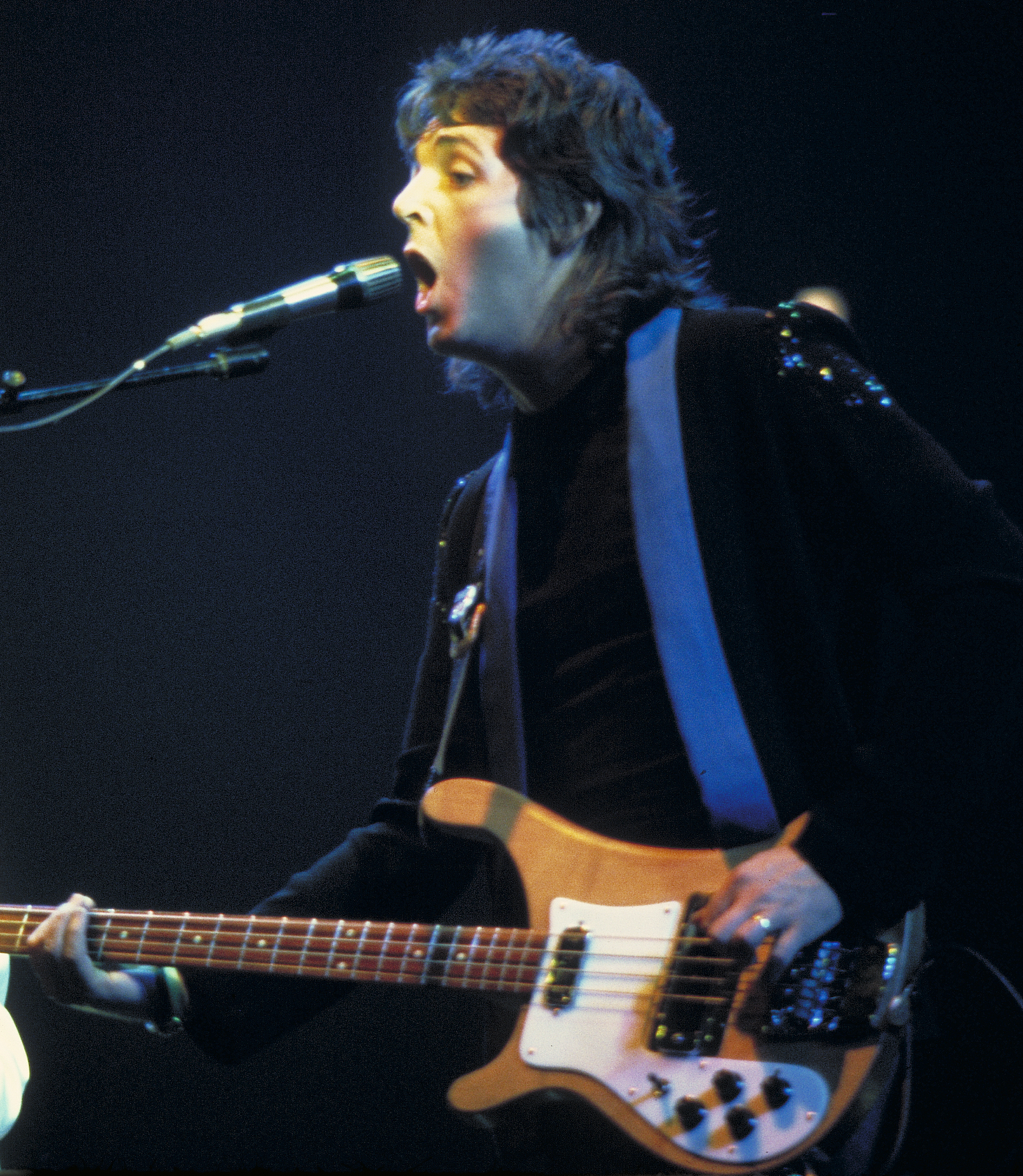
1976年麦卡尼在羽翼乐队的一场演唱会上。

在《逃走的樂隊》专辑之后，羽翼乐队已經是大红大紫，1975年發布的专辑《火星和金星》與翌年的专辑《音速的羽翼》都成为了冠军专辑。1975年8月，他们开始了为期14週的羽翼遍布世界巡迴演唱會，包括在英国、澳大利亚，欧洲和美国等地方演出。在巡演中麦卡尼幾年來第一次再演唱披头四的歌曲，其中包括這五首歌：《一次無意的邂逅》、《昨日》、《黑鳥》，《麥當娜夫人》和《蜿蜒曲折之路》。在英国演唱之后，緊接下来乐队雄心勃勃的在美国发表了现场专辑《羽翼遍布美国》（Wings Over America），這個专辑有三张唱碟，後來登上排行榜第一位。 
1977年9月，麦卡尼夫妇有了第三个孩子，取名为詹姆斯·麥卡尼。同年11月，羽翼乐队的单曲《金泰爾角》成为了英国历史上最畅销的单曲之一。这是麦卡尼個人音樂生涯中最暢銷的单曲，销量是之前的纪录保持者披頭四單曲《她愛著你》的两倍，達到250万張，直到1984年才被慈善单曲《他们可知現在是圣诞》打破记录。 
1978年羽翼樂隊發布《倫敦城》专辑，當中有一首美国冠军单曲《加一點運氣》，这张专辑也成为继《逃走的樂隊》之后最畅销的专辑，在英美两地皆打进排行榜前五名。但是专辑所收到的评价一般都不好，麦卡尼對此也流露出一絲失望。1979年的专辑《回到根本》（Back to the Egg），麦卡尼与皮特·湯森等众多樂手组成了超級組合「搖滾交響樂團」（Rockestra），合作创作了單曲《搖滾交響主題曲》，歌曲作者表示为羽翼乐队。《回到根本》专辑虽然暢銷並取得白金销量，但受到評論家的批评。1979年11月，羽翼乐队作最后一次巡迴演唱，在英国演出20场，并再次演唱了披头四时期的歌曲如《用盡方法得到妳》、《山丘上的傻瓜》以及《顺其自然》。
1980年，麦卡尼发表了个人第二张专辑《麦卡尼 II》，後來成为英国冠军专辑，美国排行榜則去到第三位。這張专辑和他的第一张个人专辑一样，作曲和演唱都是自己一手包辦。专辑中包括了單曲《來了》，這歌的1979年格拉斯哥演唱會现场版本，成为了羽翼乐队的最后一首冠军歌曲。1981年初，麦卡尼感到羽翼乐队的命数已尽，他需要作出改变。1981年4月，乐队因经济纠纷而解散。

### 1982－1990年
1982年麦卡尼和史提夫·汪达合作创作了冠军单曲《乌木与象牙》，製作人是喬治·马丁，歌曲被收录在麦卡尼的专辑《拔河》之中。同年，他和迈克尔·杰克逊合作创作歌曲《女孩屬於我》，此曲被收录在杰克逊的《顫慄》专辑裡。1983年，他和杰克逊合作了单曲《Say Say Say》，这也是麦卡尼截至2012年最后一首美国冠军歌曲。他的最后一首英国冠军歌曲也是在該年诞生的，這是12月5日推出，來自同名专辑的《和平的风笛》。
1984年，麦卡尼参演電影《代我问候布劳德街》，斯塔尔也在其中饰演了一个角色。但评论家並不喜欢這部電影，《珍萃》杂志将电影评为「毫无个性、冷血，沒有中心。」罗杰·埃伯特为电影只給一颗星的評價，並表示：「你尽可以跳过电影直接收听电影原声带。」原声专辑的成績就好多了，其中的主題曲《再沒有寂寞的夜晚》由大卫·吉尔摩弹奏吉他，後來打上美国排行榜前十名的位置。原声专辑於英国成为排行榜冠军专辑。1985年，华纳兄弟邀请麦卡尼为电影《我們這樣的間諜》撰写歌曲，他於四天后完成创作并親自演唱了同名歌曲，音樂製作人是菲尔·拉蒙。稍後麦卡尼参与「拯救生命演唱会」，压轴歌曲演唱了《顺其自然》。當時音响设备出現了问题，令到麦卡尼前两句的演唱和钢琴演奏都听不清楚，這時歌迷數度以尖叫声支持。一會兒之後问题解决，再加上大卫·鲍伊、艾莉森·莫耶，皮特·唐舍德和鲍勃·格尔多夫的登场引起观众疯狂的反应。
1986年麦卡尼和埃里克·斯图尔特合作录製专辑《按下播放》，其中斯图尔特贡献了专辑中过半数的歌曲。1987年，麦卡尼曾有意邀請已故皇后樂隊的主音歌手佛萊迪·墨裘瑞高歌一曲《很久以前》，不過隨着墨裘瑞被檢驗出罹患愛滋病，加上他決定跟西班牙歌唱家卡芭葉製作跨界音樂大碟《巴塞羅那》，麥卡尼只好親自製作這個項目，而這首歌也是他於年內惟一推出的歌曲，至墨裘瑞於1991年過世後，妻子琳达表示這是他一輩子遺憾。1988年10月，麦卡尼发布专辑《蘇聯之夢》，专辑只在前苏联俄羅斯发行，全碟包括13首英語翻唱歌曲，它於兩天之內录製完成。1989年，麦卡尼和默西赛德郡的音乐老友加里·马斯登和霍利·约翰逊灌录了單曲《渡輪橫過默西河》，目的是为四月發生的希爾斯堡慘劇筹集善款。六月，麦卡尼发布專輯《污泥中的花朵》，這是麦卡尼和艾維斯·卡斯提洛、大卫·吉尔摩，和尼基·霍普金斯等音樂人聯手製作的專輯。麦卡尼后来和琳达一起组建了音乐團队，请来哈米什·斯圖爾特和羅比·麥金托什作為乐队的吉他手，保罗·维金斯為乐队的键盘手，鼓手则是克里斯·懷滕。1989年9月，乐队开始了「保罗·麦卡尼世界巡迴演唱會」，这是麦卡尼十年来首次巡迴演出，他於翌年发布的三唱碟专辑《奇妙演唱旅程》就包含了巡演中的部分内容。1990年9月，美国出版社《娱乐财经》为麦卡特尼颁发了奖项，因为他成为了当年演出收入最高的歌手，他在加州伯克利大学的两场演唱會收入就超过350万美元。1990年4月，他创下了「历史上参加人数最多的运动场演出」的记录，他在巴西里约热内卢马拉简拿运动场的演唱会有18万4千人参加。

### 1991－2000年
麦卡特尼于1991年进军管弦乐，当时皇家利物浦爱乐乐团正值创立150周年庆典，于是麦卡特尼便献上了作品。他和作曲家卡尔·戴维斯合作，出品了利物浦唱剧。演出邀请了奇里·特·卡娜娃、莎莉·博格斯、杰里·哈德利、威拉德·怀特和皇家利物浦爱乐乐团在利物浦大教堂演出。演出的评价并不好。《卫报》的评价尤为刻薄，将音乐描述为“完全没有整体性”并且“不敢尝试快节奏”。报纸还刊登了麦卡特尼对此的回复信，麦卡特尼在信中指出了音乐中的一些快节拍而且还说，“幸亏历史上很多优秀的音乐都不被当时的乐评家喜欢，所以我情愿 ... 让听众自行判断作品的优劣。” 纽约时报的评价则稍微好些，称“剧中有美妙而欢悦的时刻 ... 而音乐的诚意还是比音乐的野心更讨喜”。在伦敦首演后，麦卡特尼在世界各地开展演出，专辑《利物浦唱剧》则在英国音乐周刊古典音乐榜上登上榜首。
1991年，麦卡特尼在MTV不插电节目上进行了原音乐表演并发行了专辑《不插电（官方Bootleg）》。在20世纪90年代，麦卡特尼两次与致命玩笑乐队的Youth合作，成立乐队“消防员”。两人一起在1993年发布了电子乐专辑《草莓海洋远航森林》。麦卡特尼也在同年发行专辑《Off the Ground》。而新的世界巡演于当时展开，同年现场专辑《Paul Is Live》发行。
从1994年开始，麦卡特尼开始了与哈里森、斯塔尔、马丁开始了为期四年的苹果唱片《披頭四樂隊精選》计划。1995年，查爾斯王子授予他皇家音乐学院荣誉学者称号，对此麦卡特尼表示，“这对于看不懂乐谱的一个人来说的确很惊奇”。
1997年，麦卡特尼发行摇滚专辑《Flaming Pie》。斯塔尔在歌曲《美丽的夜晚》中击鼓。同年晚些时候，他发行了古典专辑《立石》，专辑在英美两地古典音乐排行榜上均为冠军。1998年，他发行了专辑《燈心草》，这是消防员乐队的第二张专辑。1999年，麦卡特尼发行专辑《Run Devil Run》。专辑一周就完成了录制，大卫·吉尔摩和Ian Paice参与了录制，专辑中的歌曲多为翻唱，3首歌曲为麦卡特尼原创。他计划制作这张专辑已经很久了，主要是受琳达的鼓励，可是琳达在1998年因癌症去世，计划便推迟了。
在1999年，他继续尝试交响音乐，发行专辑《Working Classical》。2000年，他和Youth与超级毛绒动物乐队合作录制专辑《利物浦声响拼贴》，在专辑中，他们使用了麦卡特尼在20世纪60年代中期极为热衷的拼贴技术与具体音乐技术。在纪念琳达的专辑《献给琳达的花环》（2000）中，麦卡特尼创作了Nova一曲献给亡妻。

### 2000－2010年
当九一一袭击事件发生时，麦卡特尼就在约翰·甘迺迪国际机场停机场上目睹了悲剧的发生，因此，麦卡特尼举办了纽约市慈善演唱会。在同年11月，麦卡特尼发行了录音室专辑《Driving Rain》，其中包括了歌曲《自由》，歌曲就是为9·11所创作。次年，麦卡特尼与Rusty Anderson与布萊恩·梅组建乐队巡演，乐队键盘手是保罗·维金斯，鼓手是Abe Laboriel, Jr.。他们于2002年4月开始了Driving World Tour世界巡演，在美国、墨西哥和日本演出。巡演后他发行了双面专辑《重返美国》，而于2003年在全球发行的内容大同小异的专辑名为《重返世界》。巡演收入1.26亿美元，平均每场演唱会收入200万美元，公告牌将其列为年度四大巡演之一。
2002年7月，麦卡特尼与海瑟·米尔斯成婚。11月，麦卡特尼参加了在乔治的逝世周年纪念日时举办的乔治纪念演唱会。他还参加了超级碗：在2002年的第三十六届超级碗赛前演出中演唱歌曲“自由”；在2005年的第三十九届超级碗上在中场演出更担任主角。英国纹章院在2002年授予麦卡特尼个人紋章。麦卡特尼的饰章部分是一只用爪子抓着吉他的利物鳥，以代表他的利物浦出身和音乐生涯。而纹章的盾形部分中的四个弯曲的部分很像甲壳虫的背部。而纹章铭言是拉丁文Ecce Cor Meum，意思是“看清我心”。2003年，麦卡特尼的女儿Beatrice Milly出生。

2005年7月，他在现场八方慈善演唱会中表演，和U2以一曲《佩珀中士的寂寞之心俱乐部乐队》开场，并以《Drive My Car》（与乔治·迈克尔合唱）、《Helter Skelter》和《蜿蜒长路》结束表演。9月，他发行了摇滚专辑《后院中的创作与混乱》，专辑中的大部分乐器都是他本人来演奏的。2006年，麦卡特尼发行古典专辑《看清我心》。摇滚音乐专辑《记忆将满》于2007年发行。2008年，他发行了他的“消防员”乐队的第三张专辑《电子争吵》。同样是在2008年，他在利物浦进行表演以庆祝利物浦成为当年的欧洲文化之都。在2009年，在停演4年后，麦卡特尼再次举办现场演唱会，表演超过80场。在披头士当年首次在美国电视节目埃德·沙利文秀亮相的45年之后，麦卡特尼重回当年的纽约剧院参加大卫·莱特曼深夜秀。2009年9月9日，百代唱片历经4年的披头士专辑重制计划完成，并在当天发行游戏《摇滚乐队：披头士》。
麦卡特尼的巨大名声使他成为了著名建筑剪彩的热门人选。在2009年，在纽约皇后区，为取代谢亚球场而建的花旗球场建成后，麦卡特尼在当地举办了3场售罄演唱会。这三场演唱会后来被录制成专辑《晚上好，纽约城》。2010年，麦卡特尼为坐落于匹兹堡的库索尔能源中心的竣工剪彩。

### 2011－至今
2011年7月，麦卡特尼在洋基体育场举行了两场满座演唱会。纽约时报评价了首场演唱会并认为麦卡特尼“毫无退意，仍然在各大体育场内举行着马拉松式的巡演。”2011年9月，受纽约市芭蕾舞团之邀，麦卡特尼首次和皮特·马丁斯合作编排舞剧海洋王国。同样是在2011年，麦卡特尼与南希·谢维尔成婚。2012年2月，他发行了专辑《爱的签名》，专辑中绝大部分都是翻唱。同月， 美国国家科学院录音艺术与科学学院授予他MusiCares年度人物称号，在这2天后他在第54屆葛萊美獎上进行表演。
至今，麦卡特尼仍然是吸金巨星，2012年5月在墨西哥城举办的两场演出吸引观众超过10万人，吸金600万美元。2012年6月，麦卡特尼为伊丽莎白二世的举办于白金汉宫外的登基60周年演唱会压轴出场，表演的歌曲包括《顺其自然》和《你死我活》。在2012年7月27日举办的2012年夏季奧林匹克運動會開幕典禮上，麦卡特尼压轴登场并以《The End》和《Hey Jude》结束了开幕式。演出的报酬是1英镑。12月12日，麦卡特尼和涅槃乐队在世的成员合作，在12-12-12桑迪飓风赈灾演唱会上演出，演出全球播出，观众超过200万人。2013年8月28日，麦卡特尼发布了新专辑《New》的主打同名歌，而专辑则在2013年10月发行。专辑发行后，麦卡特尼为宣传新专辑在BBC2台及纽约时代广场演出。

## 音乐技巧
很大程度上讲，麦卡特尼是自学成才的一位音乐家，音乐学家伊恩·麦克唐纳认为他“生下来就注定会从事音乐，对于专业知识，没人教过他 ... [他]创作的作品都是天性所指使，完美的对音高的察觉和灵敏的耳朵成为了他判断音乐的基石 ... [一位]天生的旋律家——通过乐曲本身的和音作出曲子。”麦卡特尼对此评价，“我认为我的音乐创作 ... 更像是原始人艺术家，不用学就知道在洞穴里作画。”

### 贝斯
麦卡特尼的贝斯水平被其他贝斯手称赞，包括斯汀、德瑞医生的贝斯手Mike Elizondo，以及XTC乐队的Colin Moulding。麦卡特尼最擅长用拨子弹奏，这点广为人知，但有时麦卡特尼也会指弹贝斯。麦卡特尼不使用拍击奏法或制音奏法。他受摩城唱片音乐家的影响很深，尤其是詹姆斯·詹默森，麦卡特尼称他影响了他自己的旋律风格。他也受布莱恩·威尔森的影响，正如他所说：“因为他不走寻常路。”他特别钟爱的贝斯手还有斯坦利·克拉克。
在披头士时期早期，他主要使用Höfner 500/1型号的贝斯，但在1965年，他在录音时开始零星地使用Rickenbacker 4001S型号的贝斯。它通常都使用Vox扩音器，但是在1967年，麦卡特尼也开始使用Fender Bassman进行扩音。在20世纪80年代末到90年代初，他使用过Wal五弦贝司，这比起之前的Höfner声音更加低沉，影响了他的细腻的弹奏风格。这也是他90年代换回Höfner贝斯的原因。现场表演时，他使用Mesa Boogie扩音器。
麦克唐纳认定《She's a Woman》是麦卡特尼生涯的转折点，从此他的贝斯水平直上青云，披头士传记作家克里斯·英厄姆认为在橡胶灵魂中，麦卡特尼的演奏水平进步显著，尤其是歌曲《The Word》中的演奏。贝肯和摩根赞成这一说法，认为麦卡特尼在歌曲中的律动是“流行乐贝斯弹奏中的高峰 ... 第一次在唱片中证明了自己弹奏的硬实力。”麦克唐纳认为詹姆斯·布朗的《爸爸买了个新包》和皮科特的《在午夜时分》对他产生了影响，他从中汲取，受到启发，做出了“他到现在为止最纯朴自然的贝斯演奏”。
贝肯和摩根对他在披头士歌曲《Rain》中的贝斯演奏做出了这样的评价，认定其为“令人震惊的一段演奏 ... [麦卡特尼]精确的演奏技巧使曲中有了明晰的旋律但又不显得韵律单薄。”麦克唐纳觉得这首曲子是披头士单曲中最好的B面，声称曲子“围绕麦卡特尼贝斯演奏的响亮而饱满的共鸣”是“极具创新意识的，甚至优秀得都压过了曲子本身”。麦克唐纳也谈到了印度傳統音樂的影响使得曲子“贝斯演奏中有了一种异域情调的风格。麦卡特尼则认为在《佩珀中士的寂寞之心俱乐部乐队》中的曲子里他的贝斯演奏最强最创新，尤其是在歌曲《露西在缀满钻石的天空》中。

### 原声吉他
麦卡特尼不是指弹吉他手，但是他也使用基本的指弹技巧。它使用原声吉他的例子包括披头士时期的歌曲《Yesterday》、《I‘m Looking Through You》、《Michelle》、 《Blackbird》、《I Will》、《Mother Nature's Son》和《Rocky Raccoon》。麦卡特尼说《Blackbird》是他最喜欢的，并这样描述其中的吉他部分：“我找到了自己的指弹的诀窍 ... 实际上我一次拨两根弦 ... 我尽量模仿那些民谣吉他手弹奏的方式。”在歌曲《Jenny Wren》中他也使用了同样的技巧。在录音中，他多次使用Epiphone Texan吉他，但是他也使用过马丁 D-28型号的吉他。

### 电吉他
麦卡特尼在几首披头士的唱片中都担任主音电吉他手，包括被麦克唐纳描述为有着“棱角尖锐的吉他独奏”的歌曲《Drive My Car》，在录音中，麦卡特尼用的是Epiphone Casino吉他。对于这把吉他,麦卡特尼说，“非让我选一把电吉他，我会选这一把。”麦克唐纳称他在哈里森创作的《Taxman》中的演奏是“技惊四座的”，而他认为他在歌曲《佩伯中士的芳心俱乐部乐队》和《Helter Skelter》中的演奏是“尖声震撼的”。麦克唐纳也称赞了他在歌曲《Good Morning Good Morning》中“闪光的仿印度风”的吉他独奏。麦卡特尼在歌曲《Another Girl》中也担任了主音吉他手。对于他在《Taxman》中的演奏，麦卡特尼曾经评价道：“我受到了吉米·亨德里克斯的启发，这也是我首次尝试反馈技术。”在1990年，当被问及他最喜欢的吉他手时，他提到了埃迪·范·海伦、埃里克·克莱普顿和大卫·吉尔摩，他补充说：“但是我还是最喜欢亨德里克斯。” 麦卡特尼主要使用Gibson Les Paul吉他进行电声演奏，尤其是现场演出。

### 唱功
麦卡特尼的唱法横跨多种音乐类型。在《Call Me Back Again》中，根据贝尼特斯所说，“麦卡特尼是布鲁斯风格的歌手而光芒四射”，而麦克唐纳则认为《I'm Down》是“一首摇滚经典”充分展示了“麦卡特尼的唱功和多样性的风格”。麦克唐纳将《Helter Skelter》描述为重金属风格最早的尝试，《Hey Jude》则是“流行与摇滚的混合”，指出麦卡特尼的“福音音乐式的转音”的运用以及“仿灵魂乐风格的结尾。”贝尼特斯认为《Hope of Deliverance》和《Put it There》是麦卡特尼民谣风格演唱方式的例子，而音乐学家Walter Everett认为《When I'm Sixty-Four》和《Honey Pie》是他对滑稽唱法的尝试。麦克唐纳赞扬披头士的24小节布鲁斯歌曲《She's a Woman》富有摇摆乐节拍，是“他们迄今为止最极端的声音”，而麦卡特尼的声音“在边界徘徊，达到了胸腔的上限，随时都有爆破的风险”。麦克唐纳将《I've Got a Feeling》描述为“粗狂的，不修边幅的中速摇滚歌曲”，有着“深情健壮”的唱法。《重回苏联》（Back in the U.S.S.R.）则是“[披头士]创作的最后一首快节奏歌曲”，麦卡特尼在其中展示的“Belting唱法”是继他在3年前的歌曲“Drive My Car”之后最好的演唱之一。

### 键盘乐器
麦卡特尼在几首披头士的曲子中弹奏钢琴，包括《每一件小事》（Every Little Thing）、《他是个女人》（She's a Woman）、《不为谁》、《生命中的一天》、《你好，再见》（Hello Goodbye）、《圣女女士》、《顺其自然》（Let it Be）和《蜿蜒长路》（The Long and Winding Road）。麦克唐纳认为圣女女士中的钢琴部分让人想起胖子多明诺，而“顺其自然” 则有着福音曲调。麦克唐纳称麦卡特尼在《永远的草莓地》中的Mellotron前奏很好地表现的歌曲的整体风格。而麦卡特尼在曲子《麦克斯韦的银锤子》和羽翼乐队的歌曲《Loup (1st Indian on the Moon)》中进行了穆格电子琴演奏。英厄姆则将羽翼乐队的歌曲“With a Little Luck”和“伦敦城”描述为“完美地体现了最细腻的流行合成手法”。

### 击鼓
麦卡特尼在披头士的曲子《Back in the U.S.S.R》、《Dear Prudence》、《Martha My Dear》、《Wild Honey Pie》和《The Ballad of John and Yoko》中打鼓。麦卡特尼为他的前两张个人专辑《McCartney》和《McCartney II》中的大部分曲子打鼓，羽翼乐队的专辑《乐团上路》和他的个人专辑《后院中的创作与混乱》（Chaos and Creation in the Backyard）中的击鼓部分大部分也都是麦卡特尼完成的。

### 循环带
20世纪60年代中期，当麦卡特尼到他的一位艺术家朋友约翰·邓巴位于伦敦的家中做客时，麦卡特尼把他自己在女友珍·爱舍家中录制的磁带带了过去。磁带中包括了很多麦卡特尼的作品，狄克·詹姆斯将这些作品录制成了小样。由于深受美国先锋艺术家约翰·凯奇的影响，麦卡特尼的录音磁带中包括人声、吉他、手鼓等音效，他使用布莱内尔公司的磁带录音机剪切过很多磁带。他将他的成品描述为“电声交响乐”。他会通过将磁带倒放、加速、减速来取得新奇的效果。后来，磁带中的一些选段成为了披头士歌曲《明日永不知》和《山丘上的傻瓜》中的一部分。

### 早期影响
麦卡特尼的音乐启蒙偶像包括小理查德、猫王、巴迪·霍利、卡爾·帕金斯和查克·贝里。当被问到为什么“佩伯中士”的封面上没有猫王时，麦卡特尼回答说，“猫王太重要了，无以伦比 ... 于是我们决定不把他安排上去，他可不只是一个 ... 流行歌手，他是王者埃尔维斯。”麦卡特尼称他在歌曲《我看见她站在那里》中的贝斯演奏受贝里的《我说你呢》的启发。
麦卡特尼称小理查德是他的偶像，小理查德的假声演唱给麦卡特尼的演唱方式提供了灵感。麦卡特尼说歌曲《I‘m Down》也是对小理查德的致敬。在1971年，麦卡特尼买下了霍利作品的出版权，并在1976年，即霍利诞辰40周年，麦卡特尼在英国举办了“巴迪·霍利周”节日。节日邀请了诸多著名音乐家进行表演、创作比赛、绘画比赛等特色活动，而霍利生前的乐队蟋蟀乐队也表演了节目。

## 個人生活

### 其他艺术创作

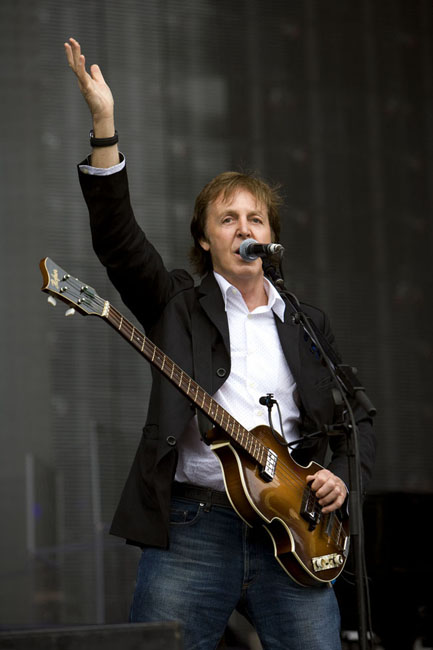
麦卡特尼2009年时于美国纽约表演

20世纪50年代上学期间，麦卡特尼尤为擅长美术，经常因优秀的绘画而备受表扬。然而，他不太守纪律的性格影响到了他的成绩，最后没有被美术学院录取。20世纪60年代，他开始探索视觉艺术，醉心实验电影并时常参加电影、喜剧和古典音乐的表演。他首次接触伦敦前卫艺术界是通过艺术家约翰·顿巴，他向艺术作品商人罗伯特·弗雷泽介绍了麦卡特尼。在弗雷泽家中，他学习了艺术鉴赏并结识了安迪·沃霍尔、克萊斯·歐登柏格、皮特·布雷克以及理查德·哈密尔顿等艺术家。麦卡特尼后来购买了雷内·马格利特的很多作品，并用他创作的著名的苹果绘画作为披头士苹果唱片公司的标识。麦卡特尼后来参与了位于伦敦梅森院的Indica艺术馆的翻修与宣传工作，这里不仅是巴里·迈尔斯建立的著名艺术馆，也成为了后来列侬与小野洋子初遇之地。迈尔斯还创建了地下报纸《国际时报》，而麦卡特尼为他提供了经济上的帮助并提供新闻采访材料以帮助报纸吸引广告。迈尔斯后来为麦卡特尼作传《距今多年》（1997）。
在目睹艺术家威廉·德·库宁在他位于长岛的工作室工作后，麦卡特尼对绘画产生了兴趣。麦卡特尼在1983年开始从事绘画，并于1999年在德国锡根举办个人画展。这场展出70件画作的画展中包括了列侬、 安迪·沃霍尔和大卫·鲍威的画像。虽然麦卡特尼最初不情愿当众展出，但是最后因为举办者沃尔夫冈·苏特纳的盛情邀请，麦卡特尼决心参展。2000年9月，麦卡特尼在英国布里斯托尔的阿诺菲尼艺术馆举行了他的首次画展，展出了超过300幅作品。在2000年10月，麦卡特尼在家乡利物浦举办艺术展。麦卡特尼说，“我被邀请在沃克艺术展览馆举办画展 ... 我和约翰在那里有过美好的午后回忆。所以我真的很兴奋。15年的‘秘密’创作后我终于要举办展览了。”麦卡特尼是利物浦表演艺术学院的主要赞助人，而这里正是麦卡特尼母校利物浦男子高中书院的旧址。
麦卡特尼小的时候，他的母亲读过他写的诗并鼓励他读书。他父亲经常让他和他的弟弟迈克尔玩填字游戏，来“增长其词汇量”，麦卡特尼如是说。在2001年，麦卡特尼出版《黑鸟歌唱》（Blackbird Singing），他在纽约和利物浦两地进行公开朗读，书中收录了他的诗作和歌词。在书的前言中，他写道：“当我小的时候 ... 我有着很强的愿望想要在校刊上登诗。我写过一些深沉的、寓意深刻的作品——却被迅速拒绝了——我从那时开始就有点怀恨在心。“在2005年，他发行了《高入云霄：城市中毛茸茸的尾巴》，此书是和作家菲利浦·阿德和动画片制作者杰夫·邓巴一起创作的，《卫报》评价作品是“反资本主义童书”。
在1981年，麦卡特尼希望杰夫·邓巴指导一部叫做《鲁伯特和青蛙之歌》的动画；麦卡特尼则是片子的作者和出品人，并为影片配音。1992年，他和邓巴以法国艺术家奥诺雷·杜米埃为主题的动画为他们赢得了英国电影和电视艺术学院的奖项。在2004年，他们完成了动画短片《热带海岛的嗡嗡哼唱》。而衍生的单曲“Tropic Island Hum”/“We All Stand Together”在英国单曲榜上登上21位。
麦卡特尼也出品并主持了1985年的纪录片《巴迪·霍利的真实故事》（The Real Buddy Holly Story），纪录片中邀请了基思·理查兹、菲尔·埃弗利和唐·埃弗利、霍利的家人和其他明星。1995年，他客串出演了《辛普森一家》的素食者丽莎一集并指导拍摄了一部关于感恩而死乐队的短纪录片。

### 商业
自从1989年首次财富榜公布后，麦卡特尼就一直是英国最富有的音乐家，2013年他的财富约为6.8亿英镑。除了苹果公司和他的伞形公司MPL传播公司，他还拥有超过25000个作品的版权，其中包括《红男绿女》、《歌舞线上》、《安妮》和《油脂》等音乐剧的版权。2003年一年他净赚4000万英镑，是当年英国业界之最。2005年他净赚4850万美元。而2012年的巡演On the Run Tour收入超过3700万英镑。
麦卡特尼的音乐在很多唱片公司的牌下都发行过。1962年1月，宝丽多发行了披头士的第一张唱片——单曲《我的邦妮》。当时的作曲人标为托尼·谢里丹和节奏兄弟（the Beat Brotheres），而迪卡唱片公司在1962年4月在英国发行了这首歌曲。下一年，Parlophone在英国发行了乐队的单曲《Please Please Me/Ask Me Why》和《From Me to You/Thank You Girl》。Vee-Jay唱片在美国发行了这些单曲。同年Swan唱片公司将乐队的英国Parlophone单曲《She Loves You/I'll Get You》在美国发行。从那时到1968年，EMI的Capitol唱片在美国发行乐队作品，而Parlophone在英国控制乐队发行权。从1968年8月发行的《Hey Jude/Revolution》开始，乐队的作品都是以苹果唱片之名发行，但是还是用Parlophone或Capitol的序列号。
披头士解散后，麦卡特尼的音乐继续由苹果唱片发行，直到1976年麦卡特尼和EMI签约。1975年披头士法律意义上正式解散后，麦卡特尼和EMI全球性签约，在美国和加拿大则和Capitol签约。1979年麦卡特尼和哥伦比亚唱片在美加两地签约——这也成为了音乐界到现在为止利润最为丰厚的签约，但是EMI仍然拥有全球的分销权。麦卡特尼1985年回归Capitol唱片，直到2006年，Parlophone在英国销售麦卡特尼的音乐而Capitol则在美国拥有麦卡特尼音乐的版权。2007年，麦卡特尼和Hear Music签约并成为牌下首位艺人。截至2013年的专辑《New》发行时，麦卡特尼仍然是该公司的艺人。
在1963年，狄克·詹姆斯创立北方民谣公司来发行列侬—麦卡特尼的歌曲。麦卡特尼最初拥有公司20%的股份，1965年的一次公开售股后这一比例降到15%。在1969年，詹姆斯将北方民谣的很大一部分卖给卢·格瑞德的ATV电视公司，而麦卡特尼和列侬与ATV的合同理应于1973年到期，但是在此次出售后不久，两人就抛售了他们的股份。在1972年，麦卡特尼和ATV签订7年的合同来促使ATV与麦卡特尼的MPL公司达成一致。1979年起，MPL传播公司开始发行麦卡特尼的作品。麦卡特尼和小野洋子曾试图于1981年重新买下北方民谣公司，但是格瑞德拒绝了他们给出的价码，并将ATV全部卖给了商人罗伯特·霍姆斯·阿·考特。迈克尔·杰克逊最终于1985年买下了ATV。1995年杰克逊据报道以5905.2千万英镑的价格将ATV与索尼合并，成立了索尼/ATV音乐出版公司，而他本人拥有一半股权。后来北方民谣公司也理所当然地成为了索尼/ATV的一部分。麦卡特尼作为披头士歌曲的作者能从每首歌曲在美国的商业利用收入中获得总收入的33.5%左右，最高可达50%到55%。两支披头士的早期歌曲《Love Me Do》和《P.S. I Love You》的版权,在北方民谣成立之前就属于EMI的一个分支公司——Ardmore & Beechwood。麦卡特尼在80年代中期从Ardmore那里得到了这两首歌的版权，这也成为了麦卡特尼的MPL通信公司仅拥有的两首披头士歌曲版权。

### 毒品
麦卡特尼首次使用毒品是在披头士汉堡时期，当时他们经常使用苯甲吗林以应对长时间的舞台表演。鲍勃·迪伦在1964年与他们会面时，在纽约的一家酒店里首次让他们吸食大麻；麦卡特尼回忆道他“异常兴奋”并“控制不住地笑”。 不久他便经常性使用毒品，根据迈尔斯，麦卡特尼在歌曲《Got to Get You into My Life》的歌词“另一种感觉”就是指大麻。在拍摄电影《Help!》时，麦卡特尼有时会在去录音室的车中抽大麻烟卷，并总是因此忘词。导演理查德·莱斯特曾经听到两个漂亮女子试图说服麦卡特尼服用海洛因，但麦卡特尼拒绝了。Robert Fraser在佩伯中士的录制过程中让他首次服用可卡因，但是麦卡特尼在大概一年之后放弃了，他不喜欢吸食后产生的悲伤情感。
最初麦卡特尼并不想使用迷幻药，但是到1966年晚期他还是选择尝试了迷幻药，并且在1967年3月一次佩伯中士的录制后第二次进行迷幻药物旅行，“同行”的还有列侬。不久他成为了首个公开讨论毒品问题的披头士成员，说道，“这让我眼界大开... [并]让我成为了一个更加优秀、诚实、宽容的社会成员。”在1967年他也谈论了他对大麻的态度，他和其他披头士成员以及爱泼斯坦于当年7月在时代周刊上签名呼吁大麻合法化。
1972年，瑞典法庭因其私藏大麻罚款1000英镑。不久，苏格兰警察发现他在院子里种植大麻，这导致了他后来对于大麻种植合法运动的支持态度，因为此事，他被罚款100英镑。也是因为他对大麻的依赖，美国政府直到1973年11月才给他签证。1975年他再次因私藏大麻在洛杉矶被捕，琳达认罪，也因此他并被未告上法庭。1980年1月，当羽翼乐队准备去日本巡演时，海关官员在他的行李中发现了大概8盎司的大麻。麦卡特尼被捕并送进了监狱，以给日本政府时间作出决定。10天后，麦卡特尼被释放，并未受到罚款。1984年，当他在巴巴多斯度假时，当地政府拘捕了他并罚款200美元。这次麦卡特尼终于忍不住了，一回到英国，麦卡特尼就当众表态“大麻 ... 比朗姆酒、威士忌、尼古丁对身体危害都要小，而它们都是完完全全合法的 ... 我不认为 ... 我在做什么伤天害理的事。”1997年，他声称支持吸毒除罪化：“人们随时随地都在抽，把他们当成罪犯是不对的。”2013年，他正式宣布参与大麻除罪运动。

### 冥想
1967年8月，麦卡特尼在海德公园旁的倫敦希爾頓公園徑认识了玛哈礼希‧玛赫西‧优济大师，不久去了北威尔士班戈，参加引导会，在那里，他和其他披头士成员了解到了超觉静坐的基础知识。他解释道，“整个冥想的经历非常好我还了解了曼怛罗 ... 我感到精神舒畅”。在2009年，麦卡特尼和斯塔尔在无线电城音乐厅举行了慈善演唱会为致力于将超觉静坐带入校园的大卫·林奇基金会筹款。

### 社會行動家

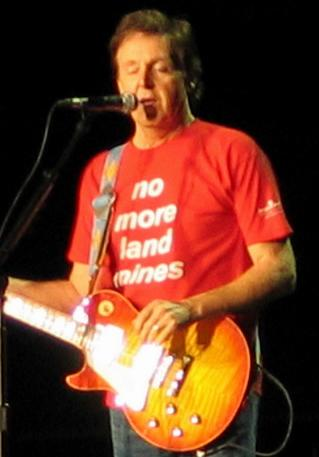
McCartney's campaign against landmines

保罗和琳达在他们30年婚姻的大部分时间内都是素食者。原因是保罗有一次在吃羊排时看到了牧场里的羊羔。不久之后，夫妻开始呼吁动物权利。在琳达去世后他首次接受采访时说，他将继续争取动物权益，并在1999年花费300万英镑以确保琳达·麦卡特尼食品不使用转基因技术。1995年时，他为纪录片吞噬地球担任旁白，纪录片由托尼·华德创作。麦卡特尼是善待动物组织的支持者。他多次在组织的活动中露面，并且在2009年为一部相关主题的短片《Glass Walls》配音。麦卡特尼也支持美国慈善协会、国际慈善协会、世界动物保护协会以及David Shepherd野生动物基金会组织的活动。
麦卡特尼和米尔斯结婚后，他在她的带领下开始反对地雷的使用，并成为了带走一枚地雷活动的参与者。在几次“重回世界”巡演的演唱会上，他穿反地雷活动的T-恤衫亮相。2006年，麦卡特尼夫妇到爱德华王子岛旅行以提高公众对猎杀海豹行为的关注度。夫妇二人和当时纽芬兰的总理丹尼·威廉姆斯在賴瑞金現場节目上进行辩论，并表示渔夫应该停止捕杀海豹而应转而从事海豹看守事业。麦卡特尼也支持让贫穷成为历史活动。
麦卡特尼多次参与慈善唱片录制，包括柬埔寨人民音乐会、Ferry Aid、Band Aid等，此外还录制过《Ferry Cross the Mersey》。在2004年，他为《美国缅甸运动》的专辑提供了一首歌曲，以支持缅甸诺贝尔奖获得者昂山素季。在2008年，他为援助不止活动唱片提供歌曲，以帮助东南亚地区在2004年台风过后得以恢复与发展。
在2012年美国总统大选前，麦卡特尼发布视频支持巴拉克·奥巴马总统。

### 足球
麦卡特尼明确表示过支持埃弗顿足球俱乐部，但是也表示过对利物浦足球俱乐部的喜爱。在2008年，他终于明确表态，停止了人们对他支持哪支球队的猜测，“实际上是这么回事：我爸爸出生在埃弗顿，我们家实际上是埃弗顿人，所以如果碰上两支球队德比或者在足总杯上相遇，我肯定会支持埃弗顿。但是有一次我在温布利演出后，我和肯尼·达格利什建立起了一点友谊，他当时去捧了场，于是我就想‘得了，我干脆两个都支持算了，谁让它们都是利物浦的球队呢。’” 

## 人際關係

### 女友

#### 多特·罗恩
麦卡特尼在利物浦的第一任认真交往的女友是多特·罗恩，他在卡什巴俱乐部于1959年与罗恩相识。据斯皮茨称，罗恩感觉麦卡特尼有一种强烈的控制欲，经常为她挑衣服和化妆品，让她留碧姬·芭铎一样的头发，而且至少有一次，麦卡特尼断言她把发型改了回去。当麦卡特尼首次和披头士去汉堡时，他经常给罗恩写信，在披头士第二次去汉堡时，她与辛西娅·列侬一同陪披头士成员去了汉堡。两人共交往了两年半，一度订婚，但罗恩解约了；据斯皮茨说，麦卡特尼“不用承担责任了”，便同意解除了婚约。

#### 珍·爱舍
麦卡特尼和英国女演员珍·爱舍于1963年4月18日首次见面，当时披头士在伦敦皇家阿尔伯特音乐厅演出，演出后一位摄像师请求两人合影。两人开始恋爱，同年11月麦卡特尼与爱舍在她父母的家中同居。两人直到1966年3月搬至麦卡特尼在圣约翰伍德的家中之前都住在那里。在爱舍家中，麦卡特尼写下了很多著名歌曲，包括《Yesterday》、《And I Love Her》、《You Won't See Me》、《I'm Looking Through You》等，后三者都和两人的恋情有关。他们交往5年后准备结婚，但是后来麦卡特尼和Francie Schwartz通奸被发现，爱舍便与麦卡特尼解除了婚约。

### 婚姻
保羅·麥卡尼有過三段婚姻，元配琳達·麥卡尼在1998年死於乳癌，育有三女一子。次配海瑟·米尔斯，在2002年結婚，2006年離婚，兩人婚姻期間育有一女。2011年与南希·谢维尔结婚。

#### 琳达·伊士曼

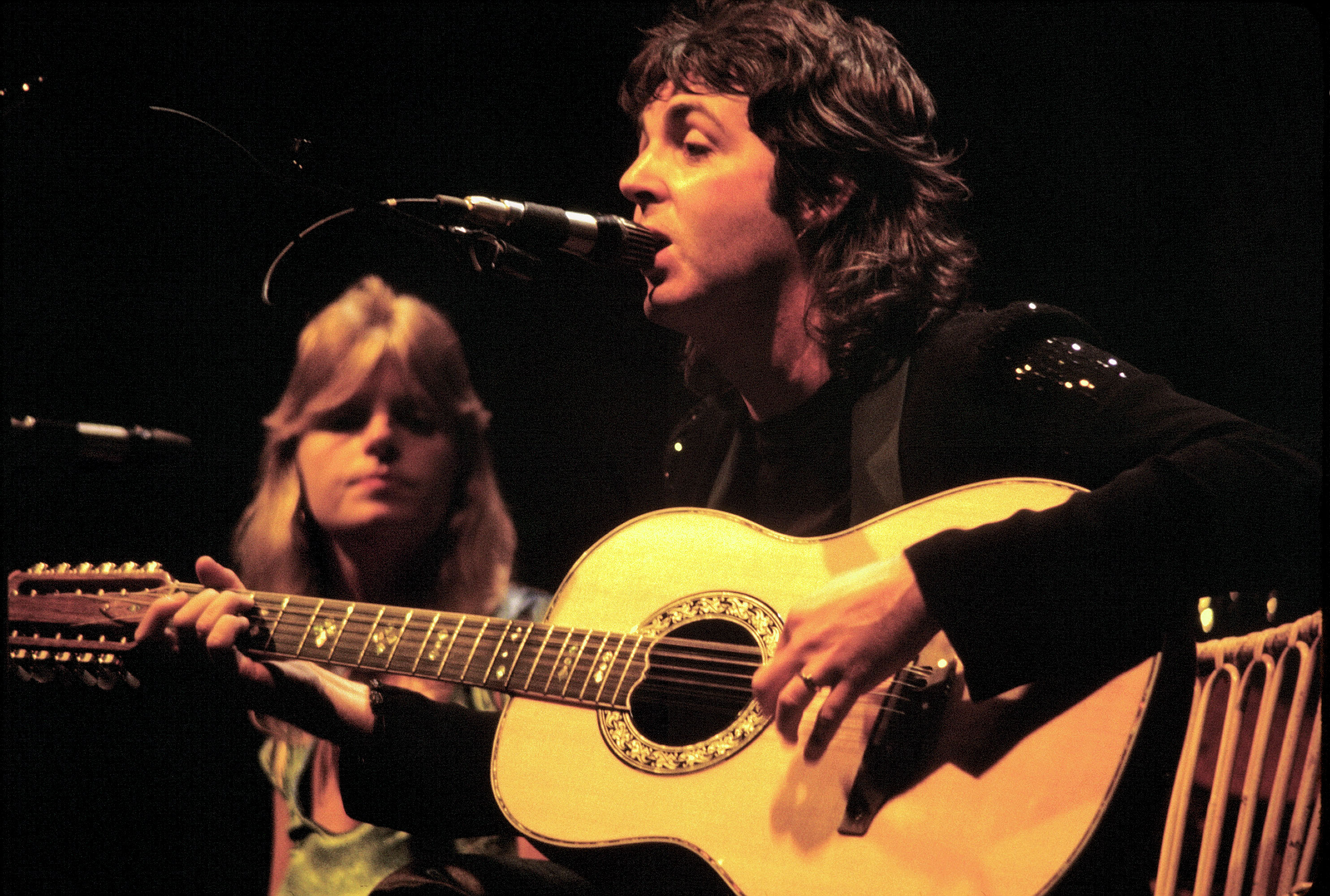
麦卡特尼和妻子琳达在1976年表演

琳達·麥卡尼是一名音乐爱好者，她曾经说，“我整个童年都是趴在收音机上听音乐度过的。”她曾经逃课多次去看Fabian、巴比·达林和恰克·贝利的演出她后来成为了很多乐队的广受欢迎摄影师，其中包括吉米·亨德里克斯经验乐队、感恩而死、大门乐队和披头士，她于1966年在谢亚体育场初遇披头士。她表示，“最初是约翰让我喜欢了披头士。他是我的披头士偶像。但是当我当面见他时，这种感觉被保罗所取代。” 小两口大概在1967年在一场乔治·费姆的演唱会上初遇，此时，琳达作为摄影师为乐队拍照而呆在英国。保罗回忆道，“那天晚上琳达和我相遇了，我在俱乐部的人群中发现了她，虽然按常理我不善搭讪，我意识到我必须这么做 ... 当晚的冲动带给了我一生的幸福！”琳达对这次相会是这么说的：“我当时真挺恬不知耻的。[当晚]我另有约定 ... 但是我看见了保罗就在屋子的另一头。他看起来帅极了，我下定决心和他聊一聊。”两人于1969年结婚。对于两人的结合，保罗说：“我们有很多的欢乐时刻 ... 我们的天性使然，我们最喜欢的事就是四处逛一逛，寻寻乐子。”他补充道，“我们真挺疯狂的。结婚前的头一个晚上我们吵了一架，差点就决定不去结婚了  ... 我们能结婚真是个奇迹。多亏我们这么做了。”
两人在披头士解散后开始了音乐上的合作，于1971年组建羽翼乐队。乐迷和评论家曾经对于琳达不会演奏而表示不满，但是在保罗的帮助下，琳达学会了弹奏迷你木格琴等键盘乐器。保罗也说过，他们是为了快乐而从事音乐，没有必要因一些错误而停滞不前而羽翼乐队的成员亨利·麦卡洛此前对此则持否定意见。
两人有4个孩子——琳达的女儿海瑟（保罗领养）、瑪麗·麥卡尼、史黛拉·麥卡尼和詹姆斯·麥卡尼——而两人直到1998年琳达因癌症去世都是夫妻。琳达死后，保罗在每日邮报上发表文章道：“我找了个心理咨询师来帮助自己，我因在婚姻中表现得并不总是完美而内疚 ... 但是我突然明白了。人非圣贤，孰能无过。这正是我们婚姻的美妙之处。我们就像生了孩子的男女朋友一样。”

#### 海瑟·米尔斯
在2002年，麦卡特尼迎娶海瑟·米尔斯，她做过模特也是反地雷行动的支持者。2003年两人有了孩子，贝翠丝·米莉，取其名是为了纪念海瑟的亡母和麦卡特尼的一个姑姑。两人2006年4月分居，2008年3月离婚。在2004年，他对于公众对他女友的选择做出了如下评价：“（英国公众）对我当初和爱舍分手感到不高兴 ... 我（与琳达）结婚后，因为琳达是纽约人、离过婚、带着孩子，大家也不喜欢。”

#### 南希·谢维尔
麦卡特尼于2011年10月9日在伦敦与纽约人南希·谢维尔结婚。婚礼很简洁，只有大概30个亲戚朋友到场。两人从2007年11月就开始了交往。南希家中经济条件优越，拥有家族企业，控制着New England Motor Freight公司。谢维尔也是纽约大都会运输署的前成员。

#### 5名子女
- 長女：海瑟 Heather Louise McCartney，生於亚利桑那州圖森
- 次女：瑪麗Mary McCartney Donald，生於倫敦聖約翰伍德大街診所[339]，她經歷兩段婚姻，共育有四名子女。
- 三女：史黛拉·麥卡尼，生於倫敦國王學院醫院[340]，與英籍出版人結婚，並育有兩子兩女。
- 獨子：詹姆絲，James Louis McCartney，生於倫敦聖約翰伍德大街診所[341]
- 四女：壁翠絲 Beatrice Milly McCartney，生於倫敦聖約翰伍德聖約𨌺和聖伊麗莎白醫院[342][343]

### 与前披头士成员

#### 約翰·連儂
尽管披头士解散后麦卡特尼与列侬有一段时间关系紧张，但是在1974年初，两人和好如初，并有一次共同演奏音乐。后来，两人音乐上独立发展。麦卡特尼经常给列侬打电话，但是他很担心列侬的答复，有一次，列侬告诉他，“你就会写快餐歌曲和童话故事！” 为了不总是谈论音乐事务，两人的话题包括猫，育儿和烤面包。
1976年4月24日，两人在列侬纽约的家中看週六夜現場，节目中Lorne Michaels宣布给能让披头士重聚的人奖励3000美元。他们两个很认真的考虑了此事，决定去只有几个街区远的週六夜現場演播室，但是又觉得太晚了。这是两人最后在一起的时刻。VH1在2000年的电视电影我们两个中想象了这次会面。麦卡特尼最后一次给列侬打电话就在列侬最后一张专辑《Double Fantasy》发行前几天，态度很友好，对于这次通电话，他这么说：“ （这件事是）对我的一种安慰，因为我的确感觉我们从未推心置腹的谈一谈我们之间的差别，这是很令人心痛的。但是幸运的是，我们最后一通电话棒极了，我们并没有任何争执与分歧。”

##### 对于列侬遇刺的反应
1980年12月9日，麦卡特尼被列侬在头一天晚上遇刺的新闻惊醒，列侬之死引起了披头士其他成员受到了媒体疯狂的关注。当天晚上，当麦卡特尼当晚离开牛津街的录音室时，他被记者围住并被问及他的感受，他说：“真是差劲（It's a drag）。”此举迅速受到了批评，人们认为他对此事的反应肤浅，漠不关心。后来他解释，“当约翰被杀了，然后就有人拿着麦克风问我：‘你怎么想的？’我说‘这真是差劲’，我说的时候极其悲伤，但是当你把这句话打出来的时候，就像是这样，‘今天麦卡特尼在伦敦街头受访，对于他的朋友之死，他说，“真是差劲”。’ 于是人们就会觉得这答复很轻率。”他也回忆了列侬遇刺后与洋子的见面以及他与列侬的最后一次交谈：

他去世后的那天我和洋子谈了话，她说的第一句话就是，“约翰真的很喜欢你。”在我们最后的一通电话里，我们还是最好的朋友。他总是一个很贴心的人，约翰。他有时会虚张声势，但这都不是他的内心的真正想法，他以前常常会把眼镜摘下来，就是那副老奶奶戴的眼睛，然后说，“别怕，这就是我呀。”那副眼镜就像一堵墙，你明白吗？一副保护内心世界的盾牌。我很珍惜这种时刻。”

1983年，麦卡特尼说，“如果我提前就知道约翰要死了，我就不会那般淡定，表现得跟个正常人似的。我会付出惊人的努力摘下他的“面具”改善和他的关系。”他说当天晚上他回到家中，和他的孩子看着电视上的新闻，整夜痛哭。在1997年，他承认当列侬遇刺时，其他3位披头士成员当时十分紧张，担心自己的个人安全。在2002年，他告知《Mojo》杂志列侬是他心中最伟大的英雄。1981年，麦卡特尼在哈里森的纪念列侬的歌曲《All Those Years Ago》中担任和声。1982年，麦卡特尼发行歌曲《今天，在此》，音乐历史学家Walter Everett认为这首歌是列侬与麦卡特尼友谊“令人难以忘怀的颂辞”。 

#### 乔治·哈里森
当谈到与麦卡特尼的关系时，哈里森说过，“保罗当你帮他完成10首歌之后才会来帮你，当我写歌时，他也帮过忙。实际上这有点自私 ... 实际上在很多歌曲中，我都是在弹贝斯 ... 保罗就喜欢这么做——如果他写了一首歌，他会把自己的部分都练熟，然后走进录音室，说道（有时候他真的很难相处）：‘做这个’，所以我的创造性受到了抑制。”
哈里森2001年11月去世之后，麦卡特尼在他圣约翰伍德家外面发表演说到：“他是一个令人爱戴的、有着幽默感的勇敢的人。”他接下来说道，“我们一起长大，有很多美好的回忆。” – 我会永远铭记这些回忆。我会永远爱他，他就像我的小弟弟。”在哈里森去世一周年之际，麦卡特尼在乔治纪念演唱会上用尤克里里演奏了哈里森的《Something》。 他也演奏了《For You Blue》和《万物必将消逝》，也在埃里克·克莱普顿翻唱《当我的吉他轻轻哭泣》时弹奏钢琴。

#### 林戈·斯塔尔
斯塔尔有一次称麦卡特尼“言不由衷”，但是两人都很乐于与对方合作，而且还一同去希腊旅行。斯塔回忆，“当时酒店乐队弹奏的曲子我们根本听不懂，所以最后一个晚上我和保罗演唱了像《What I'd Say》这类的经典歌曲” 。两人之间确实有几次不和，其中白色专辑录音时是最严重的一次。苹果公司的彼得·布朗回忆道，“这是一个保守不严的秘密，披头士周边的人都知道，林格离开录音室后保罗有时会重新自己打鼓 ... （斯塔尔）就假装不知道”。1968年8月，由于麦卡特尼对林格在《重回苏联》击鼓水平的批评，斯塔尔暂时离队。斯塔尔9月归队时，他发现他的鼓周围摆满了花。斯塔尔就与麦卡特尼合作说过：“ 保罗是世界上最好的贝斯手，但他也挺固执的 ... 总是自作主张 ... （因此）音乐上的分歧总是不可避免的一次又一次出现。”
披头士解散后，麦卡特尼和斯塔尔从1973年开始就有音乐上的合作了，麦卡特尼为斯塔尔的专辑《林格》写过歌曲《Six O'Clock》，并参与和声和伴奏。在斯塔尔的歌曲《你十六岁》中麦卡特尼来了一段卡祖笛独奏。1976年，麦卡特尼又为另一首他给斯塔尔创作的歌曲《纯金》（Pure Gold）和声，歌曲收录在专辑《林格的凹版印刷》中。在1981年，麦卡特尼出品并演唱了林格专辑《停下来闻闻玫瑰》中的三首歌曲，其中两首都是麦卡特尼所作。斯塔尔在麦卡特尼1983年歌曲真坏（选自专辑和平的风笛中）的MV中出现。在次年麦卡特尼的电影《代我问候布劳德街》中，林格也饰演了一个角色。
斯塔尔也在麦卡特尼收录于1997年专辑《Flaming Pie》中的歌曲《美丽的夜晚》中击鼓和声。两人1998年再次合作，在斯塔尔的《垂直的人》中，麦卡特尼为三首歌曲和声，为一首歌曲伴奏。在2009年，两人在大卫·林奇基金会的一场慈善演唱会上共同演唱了一曲《With a Little Help From My Friends》。在2010年，在斯塔尔的专辑《Y Not》中，两人合作。麦卡特尼在歌曲《Peace Dream》中演奏贝斯，与斯塔尔在《與你同行》中二重唱。2010年7月7日，斯塔尔和他的乐队在电台城音乐厅表演，为自己的70岁生日庆生，在安可后，麦卡特尼惊喜亮相，上台表演了披头士歌曲《生日》。

## 成就与评价

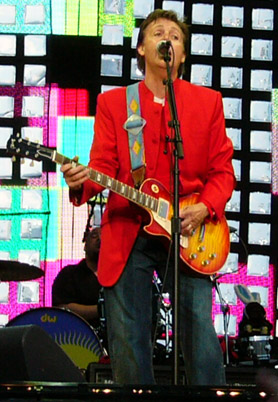
2004年6月麦卡特尼于布拉格演出

### 成就
1999年3月，麦卡特尼凭借单飞生涯的成就以个人艺术家的身份进入摇滚名人堂。吉尼斯世界纪录将麦卡特尼描述为“有史以来最为成功的作曲家以及唱片艺人”，拥有60张金唱片（42张为披头士作品、17张个人作品、一张披头士与比利·普雷斯顿合作唱片），专辑、单曲销量均超过1亿，还拥有43支销量过亿的单曲。
根据吉尼斯，他是英国单曲榜上“最成功的曲作者”还是“有史以来最成功的音乐家”。他创作或共同创作了“188支登上过排行榜的曲子、其中129支为不同曲目。这些作品中，91支登上过排行榜前10，33支成为了冠军单曲。加起来，这些歌曲总共在排行榜上停留1662周（截止到2007年初）。”
麦卡特尼在美国公告牌热榜上有32支冠军单曲，20支是披头士作品，9支单飞生涯作品以及3支合作作品。截至2013年，麦卡特尼单飞后的美国唱片业协会认证销量为1550万，算入披头士时期的认证销量为2.5亿左右，为史上最多。
麦卡特尼有24支英国冠军单曲，为史上最多，其中17支是披头士时期作品。他也是仅有的作为独奏者（《Pipes of Peace》）、双人合作者之一（与汪达的作品《乌木与象牙》）、三人创作组合之一（羽翼时期的作品《Mull of Kintyre》）、四人创作组合之一（披头士的《She Loves You》）、五人创作者之一（披头士与Billy Preston合作）以及群星慈善组合成员都有冠军单曲的音乐家。
《昨日》（Yesterday）是历史上被翻唱最多的歌曲，被翻唱超过2200次。根据BBC，昨日也是唯一一首由英国人创作并在美国电视电台上被播放超过700万次的歌曲，这也是上个世纪在美国被播放次数最多的英国歌曲。而他1968年披头士时期的作品《Hey Jude》也是他生涯的闪光点之一。曲子是当年英国销量最多的单曲，在美国单曲榜上雄踞榜首9周，比披头士其他的任何曲子都久。这也是乐队发行的最长的单曲，发行后不久就卖出500万张。 
2005年7月，麦卡特尼和U2在现场八方上表演了《佩珀中士的寂寞之心俱乐部乐队》，这成为了历史上发行速度最快的单曲。录制45分钟后便发行、发行数小时后就成为了下载榜冠军。

### 奖项
1965年，披头士获得大英帝國勳章。1990年，國際天文學聯合會将4148号小行星命名为“麦卡特尼”。1997年3月，伊丽莎白二世授予麦卡特尼骑士勋衔以表彰他对音乐做出的杰出贡献。2000年麦卡特尼成为英国歌曲创作者、作曲家与词作家学院成员。2008年，麦卡特尼获得全英音乐奖，并成为耶鲁大学荣誉音乐博士。2010年，贝拉克·奥巴马总统为他颁发格什温奖。同年他又因获得肯尼迪中心荣誉奖重返白宫。麦卡特尼作为羽翼乐队成员获得过2次格莱美奖，作为个人艺术家获得过2次格莱美奖。2012年，他成为了最后一位获得好莱坞星光大道上的星星的披头士成员。2012年9月8日，麦卡特尼在法国巴黎获得了由弗朗索瓦·奥朗德总统为其颁发的法國榮譽軍團勳章，并获得“军官”军衔。

## 專輯
- 个人生涯
  - 《McCartney》（1970年4月17日）
  - 《RAM》（1971年5月17日）
  - 《McCartney II》（1980年5月16日）
  - 《Tug of War》（1982年4月26日）
  - 《Pipes of Peace（英语：Pipes of Peace）》（1983年10月31日）
  - 《Press to Play（英语：Press to Play）》（1986年8月22日）
  - 《Снова в СССР（英语：Снова в СССР）》（1988年10月31日）
  - 《Flowers in the Dirt（英语：Flowers in the Dirt）》（1989年6月5日）
  - 《Off the Ground（英语：Off the Ground）》（1993年2月1日）
  - 《Flaming Pie（英语：Flaming Pie）》（1997年5月5日）
  - 《Run Devil Run（英语：Run Devil Run）》（1999年10月4日）
  - 《Driving Rain（英语：Driving Rain）》（2001年11月12日）
  - 《Chaos and Creation in the Backyard》（2005年9月12日）
  - 《Memory Almost Full（英语：Memory Almost Full）》（2007年6月4日）
  - 《Kisses on the Bottom》(2012年2月14日)
  - 《New》（2013年10月15日）
  - 《Egypt Station》（2018年9月7日）
  - 《McCartney III》（2020年12月18日）
- 羽翼乐队
  - 《Wild Life (Wings乐队专辑)（英语：Wild Life (Wings album)）》（1971年12月7日）
  - 《Red Rose Speedway（英语：Red Rose Speedway）》（1973年4月30日）
  - 《Band on the Run》（1973年12月5日）
  - 《Venus and Mars（英语：Venus and Mars）》（1975年5月27日）
  - 《Wings at the Speed of Sound（英语：Wings at the Speed of Sound）》（1976年3月25日）
  - 《London Town（英语：London Town）》（1978年3月31日）
  - 《Back to the Egg》（1979年6月8日）
- 消防员乐队
  - 《Strawberries Oceans Ships Forest（英语：Strawberries Oceans Ships Forest）》（1993年11月15日）
  - 《Rushes》（1998年9月21日）
  - 《Electric Arguments（英语：Electric Arguments）》（2008年11月24日）

### 電影原聲帶
- 《The Family Way（英语：The Family Way）》（1967年1月16日）
- 《Give My Regards to Broad Street（英语：Give My Regards to Broad Street）》（1984年10月22日）

## 巡迴演出
| 羽翼乐队 - 羽翼乐队大学巡演 – 1972年，11场英国演唱会 - 羽翼遍布欧洲巡演 – 1972年，25场欧洲演唱会 - 1973年羽翼乐队英国巡演 – 1973年，21场演唱会 - 羽翼遍布世界巡演 – 1975-1976年，66场演唱会 - 1979年羽翼乐队英国巡演 – 1979年，20场演唱会 | 个人生涯 - 保罗·麦卡特尼世界巡演 – 1989-1990年，104场演唱会 - 不插电巡演 – 1992年，6场演唱会 - 新世界巡演 – 1993年，79场演唱会 - Driving World Tour – 2002年，55场演唱会 - 重回世界巡演 – 2003年，33场演唱会 - '04年夏季巡演 – 2004年，14场全球演唱会 - 美国巡演 – 2005年，37场演唱会 - 夏季现场'09 – 2009年，10场北美演唱会 - 欧洲晚上好巡演 – 2009年，8场欧洲演唱会 - Up and Coming Tour – 2010-2011年，38场全球演唱会 - On the Run Tour – 2011-2012年，38场全球演唱会 - 在那里！巡演 – 2013年，32场全球演唱会。 |

## 引用資料
1. ↑  . . 2012-12-26  [2014-01-18]. BBC Radio 4. （原始内容存档于2014-02-20）.
2. ↑  . Guinness World Records.   [2010年11月23日]. （原始内容存档于2011年8月5日）.
3. ↑  . BBC. 2005-11-04  [2010年11月23日]. （原始内容存档于2011-08-22）.
4. 1 2  . BBC. 1999-05-03  [2010年11月23日]. （原始内容存档于2002-12-24）.
5. ↑  . BBC. 1999-12-17  [2010年11月23日]. （原始内容存档于2012-03-21）.
6. ↑  . ukcharts.20m.com.   [2010年11月23日]. （原始内容存档于2012年7月14日）.
7. ↑  . www.everyhit.com.   [2010-03-05]. （原始内容存档于2020-08-31）.
8. ↑  . Allmusic. 2010  [2010年11月23日].
9. ↑  . Allmusic. 2010  [2010年11月23日].
10. ↑  . Allmusic. 2010  [2010年11月23日].
11. ↑  . Allmusic. 2010  [2010年11月23日].[]
12. ↑  . RIAA.   [2010-03-03]. （原始内容存档于2013-07-25）.
13. 1 2 3  Casciato, Paul. . Reuters. 2013-04-11  [2013-06-04]. （原始内容存档于2015-09-24）.
14. ↑  . nationaltrust.org.uk. National Trust.   [2010年11月24日].[永久]
15. ↑  Miles 1997，第6頁.
16. ↑  Miles 1997，第20頁.
17. ↑  Miles 1997，第31頁.
18. ↑  Miles 1997，第22頁.
19. ↑  Spitz 2005，第71頁.
20. 1 2  Miles 1997，第23－24頁.
21. ↑  Spitz 2005，第86頁.
22. 1 2  Miles 1997，第21頁.
23. ↑  Larkin, Colin. The Guinness Who's Who Of Country Music: Slim Whitman entry, Guinness Publishing, 1993. ISBN 978-0-85112-726-2
24. ↑  . thecanteen.com.   [2007-01-27]. （原始内容存档于2020-10-22）.
25. 1 2  Miles 1997，第22－23頁.
26. ↑  White, Charles, p.114-115 (2003). The Life and Times of Little Richard: The Authorized Biography. Omnibus Press.
27. ↑  Spitz 2005，第93頁.
28. ↑  Miles 1997，第47－50頁.
29. ↑  Lennon 2006，第94頁.
30. ↑  Lennon 2006，第67頁.
31. ↑  Coleman 1992，第212頁.
32. ↑  Buk 1996，第51頁: 首支只由一位乐队成员完成的歌曲; Gould 2007，第278頁: 首次在录音中使用古典音乐元素
33. ↑  MacDonald 2005，第157–158頁: 被翻唱次数最多的曲子
34. ↑  MacDonald 2005，第172頁.
35. ↑  Levy 2005，第18頁: Rubber Soul is described by critics as an advancement of the band's music; Brown & Gaines 2002，第181–82頁: 他们开始在哲学和浪漫方面大有造诣。
36. ↑  MacDonald 2005，第169–170頁: 闪亮点与高峰。Spitz 2005，第587頁: 两人都认为这是他们的作品。
37. ↑  The Beatles 2000，第197頁.
38. ↑  Harry 2000b，第780頁.
39. ↑  Gould 2007，第348頁.
40. ↑  MacDonald 2005，第195頁: The first of three consecutive McCartney A-sides; Lewisohn 1992，第350–351頁: Revolver's release was preceded by "Paperback Writer".
41. ↑  The Beatles 2000，第214頁: "the forerunner of videos"; Lewisohn 1992，第221–222頁: The films aired on The Ed Sullivan Show and Top of the Pops.
42. ↑  Gould 2007，第350頁: "neoclassical tour de force", Gould 2007，第402頁: "a true hybrid".
43. ↑  Harry 2002，第313–316頁.
44. ↑  Everett 1999，第328頁.
45. ↑  Harry 2000a，第970頁.
46. ↑  Lewisohn 1992，第230頁.
47. ↑  Blaney 2007，第8頁.
48. ↑  Harry 2000a，第970頁: Rock's first concept album; MacDonald 2005，第254頁: McCartney sensed unease among the bandmates and wanted them to maintain creative productivity.
49. ↑  Miles 1997，第303頁: McCartney creating a new identity for the group.
50. ↑  Miles 1997，第303頁.
51. ↑  Lewisohn 1992，第232頁.
52. ↑  Emerick & Massey 2006，第170頁: 飞行音和自動雙軌道的使用， Emerick & Massey 2006，第190頁: "we were utilising a lot of tape varispeeding", Emerick & Massey 2006，第192頁: "The Beatles were looking to go out on a limb".
53. ↑  Emerick & Massey 2006，第158頁: 马丁和麦卡尼轮流完成了录制；Gould 2007，第387–388頁: 40件交响乐音效材料。
54. 1 2 3  Lewisohn 1992，第350–351頁.
55. ↑  Sounes 2010，第161–162頁.
56. ↑  MacDonald 2005，第245頁.
57. ↑  Gould 2007，第391–395頁: The Sgt. Pepper cover featured the Beatles as the imaginary band alluded to in the album's title track, standing with a host of celebrities (secondary source); The Beatles 2000，第248頁: Standing with a host of celebrities (primary source); Miles 1997，第333頁: On McCartney's design for the Sgt. Pepper cover (primary source); Sounes 2010，第168頁: On McCartney's design for the Sgt. Pepper cover (secondary source).
58. ↑  Gould 2007，第391–395頁: The Sgt. Pepper cover attracted curiosity and analysis; Miles 1997，第333頁: On McCartney's design for the Sgt. Pepper cover (primary source); Sounes 2010，第168頁: On McCartney's design for the Sgt. Pepper cover (secondary source).
59. ↑  The Beatles 2000，第236頁: The growing influence of hippie style on the Beatles; Gould 2007，第385頁: "spoofed the vogue in Britain for military fashions".
60. ↑  Kastan 2006，第139頁.
61. ↑  Wenner & George-Warren 2000，第24–25頁.
62. ↑  Brown & Gaines 2002，第247頁.
63. 1 2  Benitez 2010，第8–9頁.
64. ↑  Lewisohn 1992，第238–239頁.
65. ↑  Gould 2007，第455–456頁.
66. ↑  Harry 2000a，第699頁.
67. ↑  Gould 2007，第487頁: 反响；Lewisohn 1992，第278頁: 拍摄预告片，Lewisohn 1992，第304頁: 原声专辑发行
68. ↑  Lewisohn 1992，第276–304頁.
69. ↑  Gould 2007，第470頁: Apple Corps formed as part of Epstein's business plan; Lewisohn 1992，第278頁: The Beatles' first Apple Records LP release.
70. ↑  Brown & Gaines 2002，第299頁:“爱普斯坦去世后我们都十分消极”；Lewisohn 1992，第276–304頁: “白色专辑”；Lewisohn 1992，第304–314頁 顺其自然。
71. ↑  Sounes 2010，第171–172頁: 二人初见；Sounes 2010，第245–248頁: 婚礼；Sounes 2010，第261頁: 玛丽的出生。
72. 1 2  Gould 2007，第563頁.
73. ↑  Gould 2007，第593–594頁.
74. ↑  Lewisohn 1992，第349頁: 麦卡特尼脱离乐队（第二来源）； Miles 1998，第314–316頁: 麦卡特尼脱离乐队（主要来源）；Spitz 2005，第243, 819–821頁: 列侬聘请克莱恩，Spitz 2005，第832–833頁: 麦卡特尼和其他成员的关于克莱恩分歧。
75. ↑  Harry 2002，第753頁.
76. ↑  Roberts 2005，第54頁.
77. ↑  Lewisohn 1992，第350–351頁: 英美单曲、专辑的发行日期和排行榜位置；Gould 2007，第8–9頁: 「娱乐历史上最大规模最伟大的现象」，「被众多人认为是摇滚时代歌唱、创作上的音乐全能」；Spitz 2005，第856頁: 「与众不同 ... 卓越的才能 ... 绝对天才，常人难以理解。」
78. ↑  更多的歌曲作者信息：MacDonald 2005，第333–334頁: "Get Back", MacDonald 2005，第272–273頁: "Hello, Goodbye", MacDonald 2005，第302–304頁: "Hey Jude", MacDonald 2005，第337–338頁: "Let it Be", MacDonald 2005，第339–341頁: "The Long and Winding Road"; 关于发行日期、美国和英国单曲排行榜成绩，参见：Lewisohn 1992，第350–351頁.
79. ↑  Lewisohn 2002，第29頁.
80. ↑  Harry 2002，第556–563頁: McCartney; Blaney 2007，第31頁: McCartney, a US number one.
81. ↑  Roberts 2005，第312頁: Peak UK chart position and weeks on charts for McCartney.
82. ↑  Ingham 2009，第105頁: Ram, 114–115: "Uncle Albert/Admiral Halsey"; McGee 2003，第245頁: Peak US chart positions for Ram.
83. ↑  Lewisohn 2002，第7頁.
84. ↑  McGee 2003，第245頁: Peak UK and US chart positions for Wild Life; Roberts 2005，第312頁: Peak UK chart position and weeks on chart for Wild Life.
85. ↑  Sounes 2010，第287–288頁: Birth of Stella; Harry 2002，第613–615頁: Stella McCartney.
86. ↑  Harry 2002，第845頁: “关于在英国巡演”；Ingham 2009，第106頁: “不唱披头士的歌曲”。
87. ↑  Harry 2002，第845頁.
88. 1 2  Harry 2002，第847頁.
89. ↑  Harry 2002，第641–642頁: "My Love", Harry 2002，第744–745頁: Red Rose Speedway; McGee 2003，第245頁: Peak US chart positions for Red Rose Speedway; Roberts 2005，第312頁: Peak UK chart position for Red Rose Speedway.
90. ↑  Harry 2002，第515–516頁: "Live and Let Die"; Harry 2002，第641–642頁: "My Love".
91. ↑  Benitez 2010，第50頁: "symphonic rock at its best"; Harry 2002，第515–516頁: "Live and Let Die" US chart peak; Roberts 2005，第311頁: "Live and Let Die" UK chart peak.
92. ↑  Sounes 2010，第304頁: Pyrotechnics; Sounes 2010，第329頁: Laser lighting display; Sounes 2010，第440頁: Performing "Live and Let Die" with pyrotechnics, 1993; Sounes 2010，第512–513頁: Performing "Live and Let Die" with pyrotechnics, 2002.
93. 1 2  McGee 2003，第248–249頁.
94. ↑  Benitez 2010，第51–60頁: Band on the Run; Roberts 2005，第312頁: Band on the Run a number-one album in the UK with 124 weeks on the charts.
95. ↑  McGee 2003，第60頁.
96. ↑  Harry 2002，第53–54頁: "Band on the Run" (single).
97. ↑  Benitez 2010，第57頁: "Helen Wheels", Benitez 2010，第58頁: Positive critical response to Band on the Run; Harry 2002，第466–467頁: Jet; Levy 2005，第203頁: the 413th spot on Rolling Stone's list of the 500 Greatest Albums of All Time.
98. ↑  Benitez 2010，第61–62頁.
99. ↑  Harry 2002，第882–883頁: Venus and Mars, Harry 2002，第910–911頁: Wings at the Speed of Sound; Roberts 2005，第312頁: Peak UK chart position for Venus and Mars.
100. ↑  McGee 2003，第245頁: NME ranking Wings at the Speed of Sound number 1, and the LP was number 1 on three charts in the US; Roberts 2005，第312頁: Peak UK chart position and weeks on charts for Wings at the Speed of Sound.
101. ↑  Blaney 2007，第116頁: "And for the first time, McCartney included songs associated with the Beatles, something he'd been unwilling to do previously"; Harry 2002，第848–850頁: Wings Over the World Tour; Ingham 2009，第107頁: "featuring a modest handful of McCartney's Beatle tunes"; McGee 2003，第85頁: "Paul decided it would be a mistake not to ... [perform] a few Beatles songs."
102. ↑  Harry 2002，第912–913頁: Wings Over America; Lewisohn 2002，第83頁: "After extensive rehearsals in London".
103. ↑  Carlin 2009，第247–248頁: Birth of James; Doggett 2009，第264頁: one of the best-selling singles in UK chart history.
104. ↑  Ingham 2009，第107–108頁: "Mull of Kintyre"; Benitez 2010，第86頁: "the biggest hit of McCartney's career".
105. ↑  Harry 2002，第840–841頁: Thrillington Hipgnosis cover art; Lewisohn 2002，第168頁: Thrillington.
106. ↑  Blaney 2007，第122–125頁.
107. ↑  Benitez 2010，第79頁.
108. ↑  Harry 2002，第42–43頁: Back to the Egg, Harry 2002，第530–532頁: London Town, Harry 2002，第758–760頁: the Rockestra; Ingham 2009，第108頁: London Town and Back to the Egg; McGee 2003，第245頁: Back to the Egg certified platinum.
109. ↑  Harry 2002，第578頁: He composed all the music and performed the instrumentation himself; Lewisohn 2002，第167頁: McCartney II a UK number-one, and a US top-five.
110. ↑  Benitez 2010，第100–103頁: McCartney II; Blaney 2007，第136–137頁: "Coming Up".
111. ↑  Benitez 2010，第96–97頁.
112. ↑  Benitez 2010，第96–97頁: On Wings' April dissolution, McCartney fearing for his personal safety and the commercial disappointment of Back to the Egg; Blaney 2007，第132頁: "Back to the Egg spent only eight weeks in the British charts, the shortest chart run of any Wings album".; Doggett 2009，第276頁: "Paul is doing other things, that's all".; George-Warren 2001，第626頁: McCartney's reluctance to tour for fear of his personal safety; McGee 2003，第144頁: On McCartney's reluctance to tour out of fear for his personal safety, and Laine's statement that this was a significant contributing factor to Wings' dissolution.
113. ↑  Ingham 2009，第109–110頁: Wings disbanded in 1981; McGee 2003，第245頁: US and UK chart positions of Wings' LPs; Harry 2002，第904–910頁: Wings, 912–913: Wings over America; Lewisohn 2002，第163頁: one of few live albums ever to achieve the top spot in America.
114. ↑  McGee 2003，第244–245頁: Wings' US and UK singles and albums chart positions; Harry 2002，第511–512頁: "Listen to What the Man Said", 788: "Silly Love Songs"
115. ↑  Harry 2002，第311頁: "Ebony and Ivory"; Harry 2002，第361–362頁: "The Girl Is Mine"; Harry 2002，第820頁: Eric Stewart.
116. ↑  Blaney 2007，第153頁.
117. ↑  Harry 2002，第720–722頁: Pipes of Peace album and song., Harry 2002，第776–777頁: "Say Say Say"; Roberts 2005，第311頁: Last UK number one single; For the peak US chart position of Pipes of Peace see: Blaney 2007，第159頁.
118. ↑  For the RIAA database see: . the Recording Industry Association of America.   [2012-06-24]. （原始内容存档于2013-01-04）.; Roberts 2005，第312頁: Peak UK chart position and weeks on charts for Pipes of Peace; Blaney 2007，第159頁: US chart peak for Pipes of Peace.
119. ↑  Harry 2002，第365–374頁: Give My Regards to Broad Street (film); Harry 2002，第817頁: Starr in Give My Regards to Broad Street.
120. ↑  Ebert, Roger. . Chicago Sun-Times. 1984-01-01  [2012-07-09]. （原始内容存档于2011-08-22）.
121. ↑  Blaney 2007，第167頁: Peak US chart position for "No More Lonely Nights", (number 6); Graff 2000，第40頁: Gilmour on guitar; Harry 2002，第368–369頁: "No More Lonely Nights".
122. ↑  Blaney 2007，第171頁.
123. ↑  Blaney 2007，第171頁: Peak US and UK chart positions for "Spies Like Us"; Benitez 2010，第117頁: "Became a top-ten hit for McCartney"; Roberts 2005，第311頁: Peak UK chart position for "Spies Like Us".
124. ↑  Sounes 2010，第402–403頁.
125. ↑  Blaney 2007，第177頁.
126. ↑  Blaney 2007，第177頁: Peak UK and US chart positions for Press to Play; Roberts 2005，第8頁: Peak UK chart position for Press to Play.
127. ↑  Harry 2002，第100頁: Снова в СССР; Harry 2002，第728頁: Press to Play; Harry 2002，第820頁: Eric Stewart.
128. ↑  Harry 2002，第327–328頁.
129. ↑  Roberts 2005，第688–689頁.
130. ↑  Harry 2002，第272–273頁: Elvis Costello; Harry 2002，第337–338頁: Flowers in the Dirt.
131. ↑  Blaney 2007，第191頁: Peak US chart position for "Flowers in the Dirt" (#21); Roberts 2005，第312頁: Peak UK chart position for "Flowers in the Dirt" (#1).
132. ↑  Harry 2002，第851頁: the Paul McCartney World Tour band; Sounes 2010，第420–421頁: the Paul McCartney World Tour band.
133. ↑  Harry 2002，第851頁.
134. ↑  Blaney 2007，第201頁.
135. 1 2  Sounes 2010，第512頁.
136. ↑  Harry 2002，第851頁: his first in over a decade, Harry 2002，第852頁: the longest ever for an ex-Beatle, highest grossing show of the year award.
137. ↑  Badman 1999，第444頁.
138. ↑  Harry 2002，第526–528頁: Liverpool Oratorio.
139. 1 2  Harry 2002，第528頁.
140. ↑  Rothstein, Edward. . The New York Times. 1991-11-20  [2012-06-11]. （原始内容存档于2020-07-23）.
141. ↑  Benitez 2010，第134頁: Performed around the world; Blaney 2007，第210頁: on the UK classical chart, Music Week.
142. ↑  Harry 2002，第873–874頁: Unplugged: the Official Bootleg.
143. ↑  Blaney 2007，第205頁.
144. ↑  Harry 2002，第332–334頁.
145. ↑  Harry 2002，第656頁.
146. ↑  Blaney 2007，第215頁.
147. ↑  Harry 2002，第685–686, 687頁: The New World Tour.
148. ↑  Blaney 2007，第219頁.
149. ↑  Sounes 2010，第429頁.
150. ↑  Everett 1999，第282頁.
151. ↑  Miles 1997，第218–219頁.
152. ↑  Sounes 2010，第458頁: Honorary Fellowship, Sounes 2010，第477頁: McCartney; "Yeah, it's kind of amazing for somebody who doesn't read a note of music".
153. ↑  Blaney 2007，第224頁.
154. ↑  Blaney 2007，第223頁: The peak UK chart position for "Young Boy", Blaney 2007，第224頁: Starr on "Beautiful Night", Blaney 2007，第225頁: Peak US chart position for Flaming Pie; Roberts 2005，第311頁: Peak UK chart position for "Young Boy", Roberts 2005，第312頁: Peak UK chart position for Flaming Pie.
155. ↑  Blaney 2007，第229頁.
156. ↑  Harry 2002，第335–336頁: Flaming Pie; Harry 2002，第807頁: Standing Stone; Harry 2002，第770頁: Rushes
157. 1 2  Blaney 2007，第241頁.
158. ↑  Graff 2000，第40頁; Harry 2002，第593–595頁: Linda's battle with cancer., Harry 2002，第765–766頁: Run Devil Run.
159. ↑  Harry 2002，第710–711頁.
160. ↑  Harry 2002，第528–529頁.
161. ↑  Harry 2002，第350–351頁: "Choral"; George-Warren 2001，第626–627頁: "Classical".
162. ↑  Harry 2002，第268–270頁: The Concert for New York City; Harry 2002，第346–347頁: "Freedom".
163. ↑  Blaney 2007，第255頁.
164. ↑  Benitez 2010，第15頁: 新乐队细节；Sounes 2010，第510–511頁: 新乐队细节。
165. ↑  Sounes 2010，第517–518頁.
166. ↑  Blaney 2007，第261頁: Peak US chart position for Back in the U.S.; Roberts 2005，第312頁: Peak UK chart position for Back in the World.
167. ↑  关于收入：Waddell, Ray. . Billboard. 2002-12-28  [2012-06-12]. （原始内容存档于2017-04-19）.
168. ↑  Harry 2002，第577頁: McCartney's marriage to Mills; Doggett 2009，第332–333頁: Concert for George.
169. ↑  Harry 2002，第825–826頁: McCartney performing at Super Bowl XXXVI in 2002; Sandford 2006，第396頁: McCartney performing at Super Bowl XXXIX in 2005.
170. ↑  . BBC News. 2002-12-22  [2012-07-01]. （原始内容存档于2012-06-19）.
171. 1 2  Sounes 2010，第523頁.
172. 1 2  Blaney 2007，第268–269頁.
173. ↑  Blaney 2007，第268頁.
174. ↑  Molenda 2005，第68–70頁.
175. ↑  Blaney 2007，第269頁: Peak UK and US chart positions for "Fine Line"; Blaney 2007，第271頁: Peak UK and US chart positions for Chaos and Creation in the Backyard; Blaney 2007，第274頁: Peak UK chart position for "Jenny Wren".
176. ↑  For the 30 November 2005 Los Angeles setlist see: . paulmcartney.com.   [2012-06-24].[永久]; For the Billboard boxscores see:Waddell, Ray. . Billboard. 2006-08-05  [2012-06-13]. （原始内容存档于2020-08-19）.
177. 1 2  Blaney 2007，第276頁.
178. ↑  Sounes 2010，第540–541頁.
179. ↑  . Billboard. 2007-06-23  [2012-07-02]. （原始内容存档于2019-05-14）.
180. ↑  Sounes 2010，第559頁.
181. ↑  . Billboard. 2008-12-13  [2012-07-02]. （原始内容存档于2012-10-27）.
182. ↑  . Rolling Stone. 2008-06-02  [2012-05-03]. （原始内容存档于2008-07-01）.
183. ↑  . Rolling Stone. 2009-07-16  [2012-05-04]. （原始内容存档于2017-09-18）.
184. ↑  For the 9 September 2009 remasters see:  (新闻稿). EMI. 2009-04-07  [2012-06-25]. （原始内容存档于2012-04-01）.; For the Beatles: Rock Band see: Gross, Doug. . CNN. 2009-09-04  [2012-06-25]. （原始内容存档于2012-11-06）.
185. ↑  Sounes 2010，第560頁.
186. ↑  Mervis, Scott. . Pittsburgh Post-Gazette. 2010-06-14  [2012-05-03]. （原始内容存档于2012-05-07）.
187. ↑  关于最后一批进入在线销售音乐领域的经典摇滚乐队，请参见：La Monica, Paul R. . CNNMoney.com. 2005-09-07  [2012-06-25]. （原始内容存档于2009-09-04）.; For the Beatles catalogue available on iTunes see: Aswad, Jem. . Rolling Stone (New York). 2010-11-16  [2010-11-17]. （原始内容存档于2017-09-18）.
188. ↑  Pareles, Jon. . The New York Times. 2011-07-16  [2012-10-25]. （原始内容存档于2020-07-28）.
189. ↑  . paulmcartney.com.   [2012-06-26].[永久]
190. 1 2  . BBC News. 2011-10-09  [2012-05-05]. （原始内容存档于2012-04-01）.
191. ↑  For Kisses on the Bottom see: . paulmccartney.com.   [2012-06-26]. （原始内容存档于2012-05-20）.; For McCartney's MusiCares award, and his performance at the 54th Grammy Awards see: . National Academy of Recording Arts and Sciences. 2011-09-13  [2012-05-03]. （原始内容存档于2014-01-09）.
192. ↑  For the Billboard boxscores on the Mexico City shows see: . Billboard.   [2012-06-13]. （原始内容存档于2011-11-16）.
193. ↑  For the 8 May 2012 Mexico City setlist see: . paulmcartney.com.   [2012-06-24]. （原始内容存档于2012-05-29）.
194. ↑  Sutherland, Mark. . Rolling Stone. 2012-06-05  [2013-05-12]. （原始内容存档于2017-12-09）.
195. ↑  . BBC News.   [2012-06-05]. （原始内容存档于2012-06-05）.
196. ↑  . Huffington Post.   [2012-08-05]. （原始内容存档于2012-07-31）.
197. ↑  Shriver, Jerry; Deutsch, Lindsay. . USA Today. 2012-12-13  [2012-12-13]. （原始内容存档于2020-09-17）.
198. ↑  Greemwald, David. . Billboard. 2013-08-28  [2013-08-31]. （原始内容存档于2013-08-30）.
199. ↑  . BBC. 2013-10-16  [2013-10-16]. （原始内容存档于2020-11-22）.
200. ↑  MacDonald 2005，第12頁:天生的“旋律家”，MacDonald 2005，第13頁: 对音高的察觉和灵敏的耳朵
201. ↑  Benitez 2010，第134頁.
202. ↑  Bacon & Morgan 2006，第8頁.
203. ↑  Bacon & Morgan 2006，第28頁.
204. 1 2 3  Jisi 2005，第42頁.
205. ↑  Bacon & Morgan 2006，第38–39頁.
206. ↑  Mulhern 1990，第18頁: 关于摩城和詹默森的影响，Mulhern 1990，第22頁: 斯坦利·克拉克。
207. ↑  Sheff & Golson 1981，第142頁.
208. ↑  Babiuk & Bacon 2002，第16–17頁: Höfner 500/1, Babiuk & Bacon 2002，第44–45頁: Rickenbacker 4001, Babiuk & Bacon 2002，第85–86, 92–93, 103, 116, 134, 140, 173, 175, 187, 211頁: Vox扩音器; MacDonald 2005，第298頁: Fender Bassman.
209. 1 2  Mulhern 1990，第19頁.
210. ↑  MacDonald 2005，第133–134頁: "She's a Woman"; Ingham 2009，第299頁: "began to come into its own".
211. ↑  Bacon & Morgan 2006，第10, 44頁: Rubber Soul as the starting point for McCartney's bass improvement, Bacon & Morgan 2006，第98頁: "a high point in pop bass playing".
212. ↑  MacDonald 2005，第178–180頁.
213. ↑  Bacon & Morgan 2006，第112–113頁.
214. ↑  MacDonald 2005，第196–198頁: "Rain".
215. ↑  Jisi 2005，第45–46頁.
216. 1 2 3 4  Mulhern 1990，第22頁.
217. ↑  MacDonald 2005，第157–158頁: "Yesterday", MacDonald 2005，第174–175頁: "I'm Looking Through You", MacDonald 2005，第175–176頁: "Michelle", MacDonald 2005，第291–292頁: "Blackbird", MacDonald 2005，第305–306頁: "Mother Nature's Son", MacDonald 2005，第308頁: "Rocky Raccoon", MacDonald 2005，第315頁: "I Will".
218. ↑  Molenda 2005，第79頁.
219. ↑  Babiuk & Bacon 2002，第146–147, 152, 161, 164頁: Epiphone Texan; Babiuk & Bacon 2002，第215, 218, 222, 239頁: Martin D-28.
220. ↑  Mulhern 1990，第23頁.
221. ↑  Babiuk & Bacon 2002，第149頁: "If I had to pick one electric guitar"; MacDonald 2005，第166–167頁: "Drive My Car", "fiercely angular slide guitar solo".
222. ↑  MacDonald 2005，第200–201頁: "Taxman", MacDonald 2005，第232–234頁: "Sgt. Pepper's Lonely Hearts Club Band", MacDonald 2005，第234–235頁: "Good Morning Good Morning", MacDonald 2005，第297–298頁: "Helter Skelter".
223. ↑  MacDonald 2005，第145頁.
224. ↑  Benitez 2010，第68頁: "Call Me Back Again"; MacDonald 2005，第156頁: "I'm Down".
225. ↑  MacDonald 2005，第297–298頁: "Helter Skelter", MacDonald 2005，第302–304頁: "Hey Jude".
226. ↑  Benitez 2010，第128頁: "Put It There", Benitez 2010，第138頁: "Hope of Deliverance"; Everett 1999，第112–113頁: "When I'm Sixty-Four", Everett 1999，第189–190頁: "Honey Pie".
227. ↑  MacDonald 2005，第133–134頁.
228. ↑  MacDonald 2005，第309–310頁: "Back in the U.S.S.R"., MacDonald 2005，第332頁: "I've Got a Feeling", a "raunchy, mid-tempo rocker" with a "robust and soulful" performance.
229. ↑  MacDonald 2005，第128–129頁: "Every Little Thing", MacDonald 2005，第178–180頁: "She's a Woman", MacDonald 2005，第205–206頁: "For No One", MacDonald 2005，第227–232頁: "A Day in the Life", MacDonald 2005，第272–273頁: "Hello, Goodbye", MacDonald 2005，第275–276頁: "Lady Madonna", MacDonald 2005，第337–338頁: "Let It Be", MacDonald 2005，第239–241頁: "The Long and Winding Road", MacDonald 2005，第302–304頁: "Hey Jude".
230. ↑  MacDonald 2005，第275–276頁: "Lady Madonna", MacDonald 2005，第337–338頁: "Let It Be".
231. ↑  MacDonald 2005，第219頁.
232. ↑  MacDonald 2005，第357頁: "Maxwell's Silver Hammer"; Benitez 2010，第46頁: "Loup (1st Indian on the Moon)".
233. ↑  Ingham 2009，第117頁: "the most sensitive pop synthesizer touches"; Blaney 2007，第123頁: McCartney playing keyboards on "London Town".
234. ↑  MacDonald 2005，第309頁: "Wild Honey Pie", MacDonald 2005，第309–310頁: "Back in the USSR", MacDonald 2005，第310–311頁: "Dear Prudence", MacDonald 2005，第322頁: "Martha My Dear", MacDonald 2005，第345–347頁: "The Ballad of John and Yoko".
235. ↑  Benitez 2010，第19頁: McCartney, Benitez 2010，第52頁: Band on the Run, Benitez 2010，第99頁: McCartney II; Molenda 2005，第68–70頁: he played most of the instrumentation himself.
236. ↑  Miles 1997，第217–218頁.
237. ↑  Miles 1997，第219–220頁.
238. ↑  MacDonald 2005，第185–193頁: Tape loops used on "Tomorrow Never Knows"; Everett 1999，第138–139頁: Tape loops used on "The Fool on the Hill".
239. ↑  The Beatles 2000，第21頁: "the Messiah has arrived!", (primary source); Spitz 2005，第41頁: "The Messiah had arrived", (secondary source).
240. ↑  Harry 2000a，第140–141頁: Chuck Berry; Harry 2002，第420–425頁: Buddy Holly, Harry 2002，第727頁: Elvis Presley; Mulhern 1990，第33頁: Carl Perkins and Little Richard; Spitz 2005，第41, 92, 97, 124頁: Presley, Spitz 2005，第131–133, 225, 538頁: Holly, Spitz 2005，第134, 374, 446, 752頁: Berry.
241. ↑  Harry 2002，第727頁.
242. ↑  MacDonald 2005，第66–67頁: "According to McCartney, the bassline was taken from "...I'm Talking About You"; Mulhern 1990，第18頁: McCartney: "I'm not gonna tell you I wrote the thing when Chuck Berry's bass player did; Miles 1997，第94頁: McCartney: "I played exactly the same notes as he did and it fitted our number perfectly".
243. ↑  Mulhern 1990，第33頁.
244. ↑  MacDonald 2005，第156頁: (secondary source); Miles 1997，第201頁: (primary source).
245. ↑  Harry 2002，第420–425頁: "Buddy Holly Week" 1976–2001.
246. ↑  Carlin 2009，第44–45頁.
247. 1 2  Harry 2002，第307頁.
248. ↑  Miles 1997，第243頁.
249. ↑  Miles 1997，第256–267頁.
250. ↑  Harry 2000a，第549–550頁: Indica Gallery renovation and Lennon meeting Ono; Harry 2002，第549–550頁: Miles as McCartney's official biographer; Miles 1997，第232, 237–238頁: Barry Miles and IT.
251. ↑  Spitz 2005，第84頁.
252. ↑  Miles 1997，第266頁.
253. ↑  Sounes 2010，第453頁.
254. ↑  . BBC News. 2000-09-29. （原始内容存档于2003-03-14）.
255. ↑  . BBC News. 2000-10-20  [2012-05-03]. （原始内容存档于2011-08-22）.; . liverpoolmuseums.org.uk.   [2012-05-03]. （原始内容存档于2003-12-23）.
256. ↑  Harry 2002，第517–526頁.
257. ↑  Miles 1997，第12頁: "word power" (primary source); Spitz 2005，第82頁: "word power" (secondary source).
258. ↑  Horovitz, Michael. . The Guardian. 2006-10-14  [2009-07-13]. （原始内容存档于2013-07-24）.
259. ↑  McCartney & Mitchell 2001，第13頁.
260. ↑  Merritt, Stephanie. . The Guardian. 2005-12-17  [2012-05-03]. （原始内容存档于2013-07-24）.
261. ↑  Ingham 2009，第219頁.
262. ↑  Harry 2002，第767頁.
263. ↑  . BBC News. 2004-02-29  [2012-05-03]. （原始内容存档于2012-05-07）.
264. ↑  Harry 2002，第862頁.
265. ↑  Blaney 2007，第266頁.
266. ↑   (DVD). White Star (copyright MPL Communications and BBC TV). 2004. ASIN B0002VGTBQ.
267. ↑  Harry 2002，第386–387: the Grateful Dead documentary, 789: "Lisa the Vegetarian", 862頁.
268. ↑  For MPL's ownership of over 25,000 songs see: . BBC News. 2002-01-06  [2009-07-13]. （原始内容存档于2009-07-07）.; Harry 2002，第630–632頁: MPL's ownership of Guys and Dolls, A Chorus Line, and Grease; Sounes 2010，第348頁: MPL's ownership of Annie.
269. ↑  . BBC News. 2003-10-30  [2010-01-03]. （原始内容存档于2008-12-01）.
270. ↑  . The Telegraph. 2006-05-18  [2010-05-22]. （原始内容存档于2008-05-07）.
271. ↑  McGee 2003，第125–126頁.
272. ↑  Blaney 2007，第287–297頁: McCartney's discography, with release label detail; Roberts 2005，第311–312頁: McCartney discography with release label detail.
273. ↑  For McCartney's current record label see: Hermis, Will. . Rolling Stone: Reviews. 2012-02-07  [2012-06-25]. （原始内容存档于2012-06-18）.; For his joining Hear as their first artist see: . BBC News. 2007-03-22  [2012-06-25]. （原始内容存档于2012-06-29）.
274. ↑  Spitz 2005，第365頁.
275. ↑  Leeds, Jeff; Sorkin, Andrew Ross. . The New York Times. 2006-04-13  [2012-06-26]. （原始内容存档于2016-01-22）.
276. ↑  Harry 2002，第456–459頁: McCartney was unhappy about Jackson's purchase and handling of Northern Songs; Southall & Perry 2006，第203頁: Northern Songs dissolved and absorbed into Sony/ATV.
277. ↑  Southall & Perry 2006，第195頁.
278. ↑  Harry 2002，第536頁: The only Beatles songs owned by MPL Communications; Southall & Perry 2006，第192–193頁: McCartney acquired the publishing rights for "Love Me Do" and "P.S. I Love You".
279. ↑  Miles 1997，第66–67頁.
280. ↑  Miles 1997，第186–189頁.
281. ↑  Brown & Gaines 2002，第182頁: Habitual marijuana use by McCartney and the Beatles; Miles 1997，第190頁: Marijuana references in Beatles songs.
282. 1 2  Miles 1997，第67–68頁.
283. ↑  Miles 1997，第247頁: Cocaine use during Sgt. Pepper recording sessions; Miles 1997，第384–385頁: McCartney used the drug for about a year then stopped.
284. ↑  Miles 1997，第379–380頁: First LSD "trip", Miles 1997，第382頁: Second LSD "trip".
285. ↑  Brown & Gaines 2002，第228頁.
286. ↑  Miles 1997，第386–387頁.
287. ↑  Harry 2002，第300–307頁: Drugs.
288. ↑  Harry 2002，第459–461頁.
289. ↑  Harry 2002，第300–307頁.
290. ↑  Harry 2002，第306頁.
291. ↑  . Marijuanamajority.com.   [2013-04-10]. （原始内容存档于2020-10-22）.
292. ↑  Lewisohn 1992，第261頁.
293. ↑  Miles 1997，第396頁.
294. ↑  Pareles, Jon. . The New York Times. 2009-04-06  [2009-07-17]. （原始内容存档于2020-07-29）.
295. ↑  Harry 2002，第880–882頁.
296. ↑  For McCartney's pledge to continue Linda's animal rights work see: . BBC News. 1998-08-05  [2007-01-29]. （原始内容存档于2011-08-22）.; For McCartney ensuring that Linda McCartney Foods remained GMO free, see: . BBC News. 1999-06-10  [2010-01-03]. （原始内容存档于2011-08-22）.
297. ↑  . World Preservation Foundation.   [2013-09-20]. （原始内容存档于2013-01-07）.
298. ↑  . People for the Ethical Treatment of Animals.   [2013-09-20]. （原始内容存档于2012-11-14）.
299. ↑  . The Telegraph. 2009-12-07  [2013-05-26]. （原始内容存档于2013-09-22）.
300. ↑  . PaulMcCartney.com.   [2013-09-20]. （原始内容存档于2013-01-16）.
301. ↑  Michael, Destries. . Ecorazzi. 2009-12-07  [2012-12-08]. （原始内容存档于2012-11-22）.
302. ↑  . David Shepherd Wildlife Foundation.   [2013-09-20]. （原始内容存档于2012-12-13）.
303. ↑  . World Society for the Protection of Animals. 2012-10-23  [2012-12-08]. （原始内容存档于2014-02-22）.
304. ↑  . Humane Society of the United States.   [2013-09-20]. （原始内容存档于2012-11-01）.
305. ↑  For McCartney becoming a patron of Adopt-A-Minefield see: . BBC News. 2001-04-20  [2010-01-03]. （原始内容存档于2011-08-22）.; For McCartney wearing an anti-landmines T-shirt during the Back in the World tour see: . Daily Mail. 2008-03-18  [2012-05-12]. （原始内容存档于2020-10-27）.
306. ↑  . CNN. 2006-03-03  [2010-05-22]. （原始内容存档于2019-11-21）.
307. ↑  . Look to the Stars.   [2013-01-19]. （原始内容存档于2013-01-05）.
308. ↑  Harry 2002，第270頁: Concerts for the People of Kampuchea, 327–328: "Ferry Cross the Mersey", 514–515: Live Aid; Roberts 2005，第49頁: Band Aid & Band Aid 20, 187: Ferry Aid.
309. ↑  For the "US Campaign for Burma" see: . BBC News. 2005-06-20  [2012-05-05]. （原始内容存档于2012-05-08）.; For the Aid Still Required CD see: . Aid Still Required.   [2012-05-03]. （原始内容存档于2012-05-29）.
310. ↑  . Voice4America. 2012-11-06  [2012-11-29]. （原始内容存档于2020-10-22）.
311. ↑  . YouTube. 2012-11-05  [2012-11-05]. （原始内容存档于2020-11-11）.
312. ↑  For McCartney's support of Everton, see: . Everton Football Club.   [2010-03-08]. （原始内容存档于2009-03-10）.; For McCartney's support of Liverpool, see: . Haymarket Media Group. 2008-07-15  [2012-05-06]. （原始内容存档于2012-03-08）.
313. ↑  Prentice, David. . Everton Banter. 2008-07-05  [2012-05-10]. （原始内容存档于2008-08-21）.
314. ↑  Spitz 2005，第163頁.
315. ↑  Miles 1997，第69頁: Encouraging Rhone to grow her hair out like Bardot; Spitz 2005，第171頁: Rhone had her hair re-styled to disappointing effect.
316. ↑  Spitz 2005，第239–240頁.
317. ↑  Spitz 2005，第348頁.
318. ↑  Miles 1997，第101–102頁.
319. ↑  Spitz 2005，第439頁.
320. ↑  Miles 1997，第104–107頁: Living at the Asher home, 254: McCartney's move to his home in St. John's Wood.
321. ↑  Miles 1997，第108頁.
322. ↑  Harry 2002，第27–32頁: Jane Asher, Harry 2002，第777–778頁: Francie Schwartz.
323. 1 2  Harry 2002，第585頁.
324. 1 2  Harry 2002，第587頁.
325. ↑  Harry 2002，第45頁: Paul and Linda's first meeting, Harry 2002，第587頁: "Pushiness worked for me that night!"; Miles 1997，第432–434頁: Linda's UK assignment to photograph rock musicians in London.
326. ↑  Miles 1997，第514–515頁.
327. ↑  Miles 1997，第525頁.
328. ↑  Harry 2002，第904–910頁.
329. 1 2  Lewisohn 2002，第45頁.
330. ↑  Blaney 2007，第84頁.
331. ↑  Harry 2002，第585–601頁.
332. ↑  Harry 2002，第600–601頁.
333. ↑  Harry 2002，第568–578頁.
334. ↑  Sounes 2010，第532頁: Separation, Sounes 2010，第546頁: Divorce.
335. ↑  . The Sydney Morning Herald. 2004-06-12  [2013-10-04]. （原始内容存档于2012-05-08）.
336. ↑  Chan, Sewell. . The New York Times. 2007-11-07  [2012-05-05]. （原始内容存档于2020-07-28）.
337. ↑  . NEMF.com.   [2011-10-17]. （原始内容存档于2011-10-11）.
338. ↑  Donohue, Pete; Connor, Tracy. . Daily News (New York). 2012-01-25  [2012-09-15]. （原始内容存档于2013-01-16）.
339. ↑  .   [2019-12-20]. （原始内容存档于2020-10-22）.
340. ↑  .   [2019-12-20]. （原始内容存档于2020-10-22）.
341. ↑  .   [2019-12-20]. （原始内容存档于2020-10-22）.
342. ↑  .   [2019-12-20]. （原始内容存档于2020-10-22）.
343. ↑  https://www.voanews.com/archive/paul-mccartney-wife-welcome-new-baby-girl-2003-10-30%3famp
344. ↑  Badman 1999，第122–123頁; Doggett 2009，第218–219頁; Sandford 2006，第227–229頁
345. ↑  Miles 1997，第587頁.
346. ↑  Miles 1997，第588頁.
347. ↑  Miles 1997，第590頁.
348. ↑  Harry 2002，第504–505頁: On 24 April 1976, the two were watching Saturday Night Live, last time Lennon and McCartney spent time together; Miles 1997，第592頁: Lennon: "We nearly got a cab, but we were actually too tired".
349. ↑  Harry 2002，第869–870頁.
350. ↑  Goodman, Joan. . Playboy: 82.
351. ↑  Graff 2000，第40頁: "John is kinda like a constant ... always there in my being",  Graff 2000，第96頁: "in my soul, so I always think of him".
352. ↑  Carlin 2009，第255–257頁.
353. 1 2 3 4  Harry 2002，第505頁.
354. ↑  Miles 1997，第594頁.
355. ↑  Harry 2002，第506頁.
356. ↑  Harry 2002，第20頁.
357. ↑  Everett 1999，第10頁.
358. ↑  Glazer, Mitchell. . Crawdaddy: 35–36.
359. ↑  Poole, Oliver; Davies, Hugh. . The Telegraph. 2001-12-01  [2012-05-04]. （原始内容存档于2012-05-07）.
360. ↑  Doggett 2009，第332–333頁.
361. ↑  Harry 2003，第138–139頁.
362. 1 2  Harry 2002，第815頁.
363. ↑  Brown & Gaines 2002，第289頁.
364. ↑  Harry 2002，第816頁; Miles 1997，第495頁: "Paul ticked Ringo off over a fluffed tom-tom fill. They had already argued about how the drum part should be played ... and Paul's criticisms finally brought matters to a head"; MacDonald 2005，第310頁: "The ill-feeling ... finally erupted ... after an argument with McCartney over the drum part".
365. ↑  Lewisohn 1992，第296頁.
366. ↑  Harry 2002，第816頁.
367. ↑  Blaney 2007，第279–281頁.
368. ↑  Gardner, Elysa. . USA Today. 2009-04-06  [2012-07-01]. （原始内容存档于2013-01-20）.
369. ↑  Kreps, Daniel. . Rolling Stone. 2009-11-19  [2012-07-01]. （原始内容存档于2017-09-18）.
370. ↑  Greene, Andy. . Rolling Stone. 2012-07-07  [2012-08-02]. （原始内容存档于2017-09-18）.
371. ↑  Harry 2002，第238頁: Inducted "as a solo artist"; Harry 2002，第388–389頁: Record sales; Harry 2002，第756–758頁: McCartney's Rock and Roll Hall of Fame induction.
372. ↑  Harry 2002，第388–389頁.
373. ↑  Glenday 2008，第168頁.
374. ↑  详情可参考：. Billboard.   [2012-05-03]. （原始内容存档于2012-05-25）.; Bronson 1992，第150頁: "A World Without Love" performed by Peter and Gordon, Bronson 1992，第388頁: "Lucy in the Sky with Diamonds" performed by Elton John, Bronson 1992，第581頁: "Say Say Say" with Michael Jackson, Bronson 1992，第808頁: McCartney's thirty-two Billboard Hot 100 number-ones.
375. ↑  . RIAA.   [2012-07-07]. （原始内容存档于2015-10-08）.
376. ↑  披头士解散后的冠军单曲：Roberts 2005，第49頁: Band Aid & Band Aid; Roberts 2005，第20, 54–55頁: the Beatles; Roberts 2005，第187頁: Ferry Aid; Roberts 2005，第311–312頁: Solo, Wings, Stevie Wonder and "The Christians et al."
377. ↑  Roberts 2005，第398–400頁.
378. ↑  Roberts 2005，第311–312頁.
379. ↑  翻唱的版本：. BBC News. 1999-05-03  [2012-05-03]. （原始内容存档于2012-05-07）.; . Guinness World Records.   [2012-06-09]. （原始内容存档于2006-09-10）.; MacDonald 2005，第157頁: "the most 'covered' song in history"; For "Yesterday" airing more than seven million times on American TV and radio see: . BBC News. 1999-12-17  [2012-05-03]. （原始内容存档于2012-03-21）.
380. ↑  Sounes 2010，第223頁.
381. ↑  Harry 2000a，第516–518頁.
382. ↑  Spitz 2005，第556頁.
383. ↑  . IAU Minor Planet Center.   [2010-03-09]. （原始内容存档于2011-05-20）.
384. ↑  Harry 2002，第226–227頁.
385. ↑  Harry 2002，第38, 242頁.
386. ↑  For the Brit Award, see: . NME. 2008-02-20  [2012-05-03]. （原始内容存档于2014-12-25）.; For the honorary degree from Yale, see: . USA Today. 2008-05-26  [2012-05-03]. （原始内容存档于2012-11-02）.
387. ↑  Pareles, Jon. . The New York Times. 2010-06-02  [2012-05-04]. （原始内容存档于2020-07-28）.
388. ↑  Becker, Bernie; Southall, Ashley. . The New York Times. 2010-12-05  [2012-07-07]. （原始内容存档于2020-07-31）.
389. ↑  McGee 2003，第227–230頁: Wings Grammy awards; For McCartney's solo Grammy awards see: . Reuters. 2011-02-13  [2012-07-07]. （原始内容存档于2015-09-24）.
390. ↑  Sinha, Piya. . Reuters. 2012-02-09  [2012-02-09]. （原始内容存档于2015-09-26）.
391. ↑  . SBS News. 2012-09-08  [2012-10-25]. （原始内容存档于2012-10-28）.
392. ↑  Harry 2002，第845–851頁: Wings tours details; Lewisohn 2002，第170–171頁: Wings tours dates.
393. ↑  For solo tour details see: . paulmccartney.com.   [2012-07-04]. （原始内容存档于2013-01-16）.